# Historia del fútbol americano

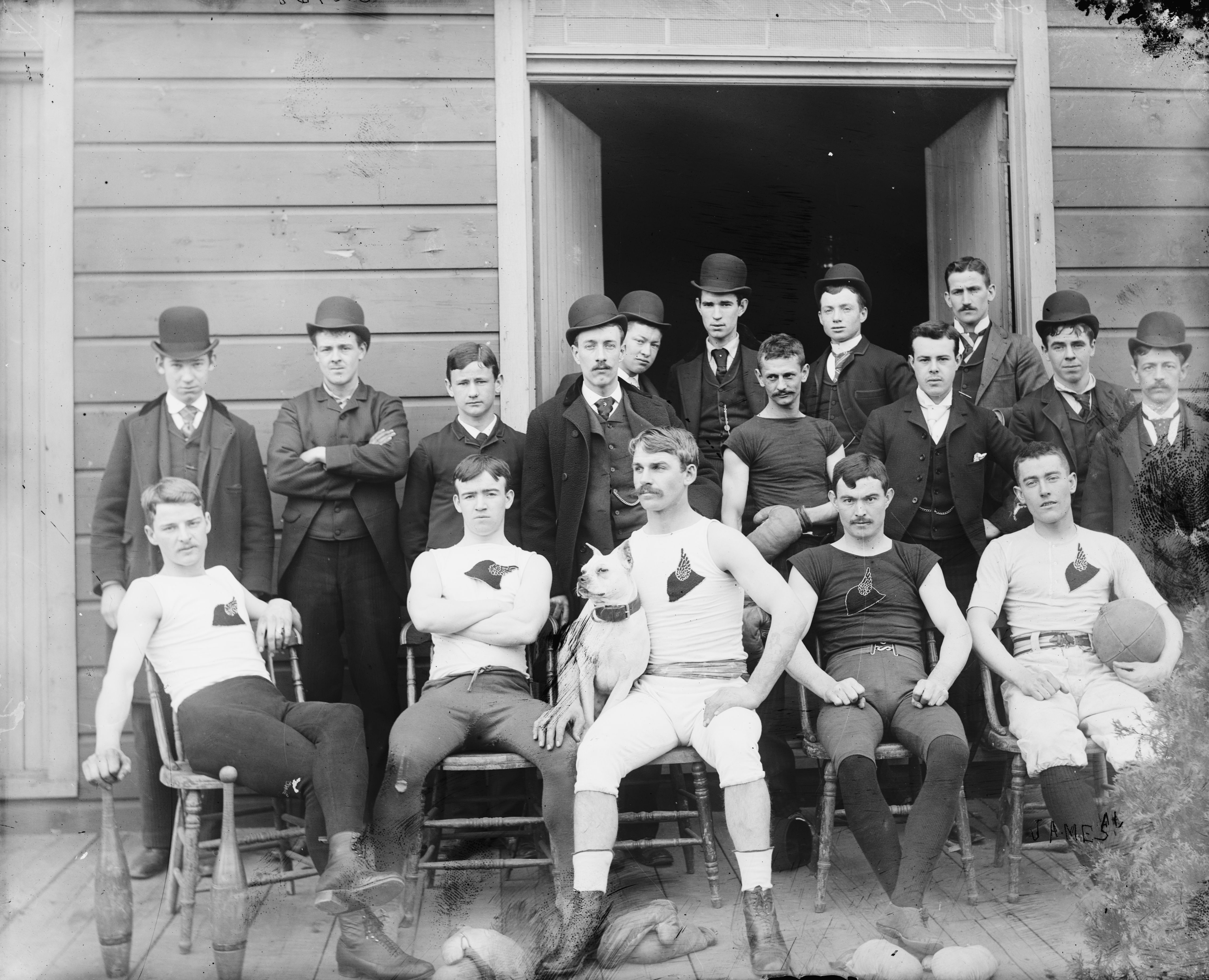
Un de los primeros equipos de fútbol americano en el siglo XX

La historia del fútbol americano se remonta a las versiones iniciales del rugby. Ambos deportes tienen su origen en variaciones del fútbol que se jugaban en la Gran Bretaña a mediados del siglo XIX. En estas versiones del fútbol, el balón se pateaba hacia un poste o se corría con él para atravesar una línea. 
El fútbol americano es el resultado de varias divergencias importantes de las asociaciones de fútbol y rugby; especialmente los cambios en las reglas instituidos por Walter Camp, un graduado de la Universidad de Yale  considerado el " Padre de fútbol americano". Entre los importantes cambios se encuentran la introducción de las reglas del down  y la línea de golpeo. A finales del siglo XIX y principios del XX, la evolución del juego por entrenadores universitarios como Eddie Cochems, Amos Alonzo Stagg, Knute Rockne, y Glenn "Pop" Warner ayudaron a aprovechar la reciente introducción del pase adelantado. La popularidad del fútbol americano universitario creció, ya que se convirtió en la versión dominante de este deporte en los Estados Unidos durante la primera mitad del siglo XX. Los juegos del super tazón, una tradición del fútbol americano universitario, atrajeron una audiencia nacional de equipos universitarios. Impulsado por feroces rivalidades, el fútbol universitario todavía es una gran atracción en los Estados Unidos.
El origen del fútbol profesional se remonta a 1882, con el contrato de $1000000 de William "Pudge" Heffelfinger para jugar un partido con "Allegheny Athlectic Association" contra el Club Atlético de Pittsburgh. En 1920 se formó la Asociación Americana de Fútbol Profesional . Esta liga cambió su nombre a la Liga de Fútbol Nacional (NFL) dos años más tarde, y con el tiempo se convirtió en la liga principal de fútbol americano. Principalmente un deporte de las ciudades industriales del Medio Oeste de los Estados Unidos, el fútbol profesional con el tiempo se convirtió en un fenómeno nacional. La creciente popularidad del fútbol se remonta al Campeonato de la NFL de 1958, un partido al que se le ha nombrado el "mejor partido jugado". Una liga rival de la NFL, la Liga de Fútbol Americano (AFL), comenzó a jugarse en 1960. La presión que ésta puso en la liga superior dio lugar a una fusión entre las dos ligas y la creación del Super Tazón, que se ha convertido en el evento televisivo más visto anualmente en los Estados Unidos.

## Primeros Juegos

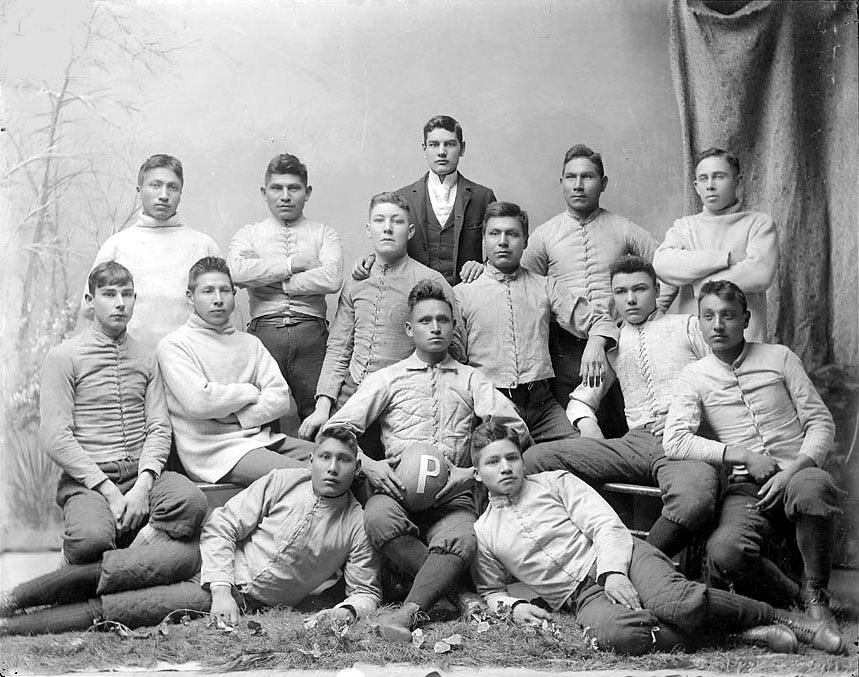
Un equipo de fútbol americano universitario

Aunque hay menciones de los nativos americanos jugando partidos, el fútbol americano moderno tiene sus orígenes en los tradicionales juegos de pelota jugados en aldeas y escuelas en Europa durante muchos siglos antes de que América fuera colonizada por los europeos. Hay informes de los primeros colonos en Jamestown, Virginia jugando juegos con pelotas infladas a principios del siglo XVII.
Los primeros juegos parecen haber tenido mucho en común con el tradicional "fútbol de carnaval" jugado en Inglaterra, especialmente en el día festivo llamado "Shrove Tuesday", donde se utilizaba un limón en lugar de una pelota. Los juegos se mantuvieron muy desorganizados hasta el siglo XIX, cuando comenzaron a jugarse los juegos intramuros en diversos campus universitarios. Cada escuela jugaba su propia variación de juego. Estudiantes de la Universidad de Princeton jugaron un juego llamado "ballown" desde 1820. En 1827, una tradición de Harvard conocida como "Lunes Sangriento", comenzó. Ésta consistía en un juego de pelota masivo entre los de primer y segundo año. En 1860, tanto la policía de la ciudad como las autoridades de la universidad acordaron que el lunes sangriento tenía que parar. Los estudiantes de Harvard respondieron entrando en duelo por una figura simulada llamada "Fútbol Fightum", para la cual realizaron diferentes funerales. Las autoridades se mantuvieron firmes y tuvieron que pasar una docena de años antes de que el fútbol se pudiera jugar de nuevo en Harvard. 
Dartmouth jugó su propia versión llamada "Old division football", las reglas de éste se publicaron por primera vez en 1871, aunque el juego se remonta a por lo menos la década de 1830. Todos estos juegos, y otros, comparten ciertos rasgos comunes. Se quedaron en gran parte los juegos estilo "mafia", con un gran número de jugadores que intentan cruzar la pelota dentro de un área, a menudo por cualquier medio necesario. Las reglas eran simples, la violencia y las lesiones eran comunes. La violencia de los juegos estilo "mafia" llevaron a varias protestas y a la decisión de abandonar estos juegos. Yale, bajo la presión de la ciudad de New Haven, prohibió el juego en cualquiera de sus versiones en 1860.

### "El juego en Boston"
Mientras que el juego fue prohibido en las universidades, se empezó a hacer popular en numerosas escuelas preparatorias en la costa este. En la década de 1860, se introdujeron las pelotas inflables manufacturadas a través de las innovaciones de Richard Lindon. Estas eran mucho más regular en su forma que las pelotas hechas a mano de antes, haciendo que cargarlas y las patearlas fuera más sencillo. Dos tipos generales de fútbol habían evolucionado en ese momento: juegos en los que se "pateaba", que más tarde sirvieron como base para las reglas de la Asociación de Fútbol y juegos en los que se "corría" (o "cargaba"), que más tarde sirvieron como base para las reglas de la Unión de Rugby. Un híbrido de los dos, conocido como el "juego de Boston", fue jugado por un equipo llamado el Club de Fútbol Oneida. El club, considerado por algunos historiadores como el primer club de fútbol formal en los Estados Unidos, se formó en 1862 por graduados de las escuelas preparatorias de élite de Boston. Jugaban entre ellos principalmente, aunque también organizaron un equipo con personas fuera del club para jugar un partido en noviembre de 1863, que los Oneidas ganaron fácilmente. El juego llamó la atención de la prensa, y el "juego de Boston" continuó extendiéndose a lo largo de la década de 1860. Oneida, 1862-1865, según los informes, nunca perdió un juego y nunca dejó de luchar por cada punto.
El juego comenzó a regresar a los campus universitarios a finales del decenio de 1860. Yale, Princeton, Rutgers University y la Universidad de Brown comenzaron a jugar el popular juego de "patear" durante este tiempo. En 1867, Princeton utilizó reglas basadas en las de la Asociación de Fútbol de Londres. Un "juego de correr" , que se asemeja al fútbol rugby, fue tomado por el Club de Fútbol de Montreal en Canadá en 1868.

## Fútbol Interuniversitario

### Primeros Juegos y reglas estandarizadas (1869–1880)

#### Rutgers - Princeton (1869)
El 6 de noviembre de 1869, la Universidad de Rutgers se enfrentó a la Universidad de Princeton (entonces conocida como la Universidad de Nueva Jersey) en un juego que se jugó con una pelota redonda y como todos los primeros juegos, utilizó un conjunto de reglas sugeridas por el capitán de Rutgers, William J. Leggett, basadas las primeras reglas de la Asociación de Fútbol, que fueron un primer intento de estandarizar un conjunto de reglas para el juego de fútbol. Estas reglas tenían poco parecido con el juego americano que se desarrolló en las décadas siguientes. A este juego se le considera como el primer partido interuniversitario de fútbol americano.
El juego se llevó a cabo en el campo de Rutgers. Los dos equipos de 25 jugadores intentaban anotar goles al patear la pelota en la meta contraria. Lanzar o llevar la pelota no estaba permitido, pero había mucho contacto físico entre los jugadores. El primer equipo en llegar a seis goles era declarado ganador. Rutgers ganó por un marcador de seis a cuatro. La revancha se jugó en Princeton una semana más tarde bajo su propio conjunto de reglas (una diferencia notable fue la entrega de un "tiro libre" a cualquier jugador que atraba la pelota sobre la marcha, ésta fue una regla adoptada de las reglas de la Asociación de Fútbol). Princeton ganó ese partido por un marcador de 8-0. Columbia se unió a la serie en 1870, y por 1872 varias escuelas fueron formando equipos interuniversitarios, entre ellos Yale y el Instituto de Tecnología Stevens.

#### Primeros intentos de organizar el juego
Columbia University fue la tercera escuela en crear un equipo. Los Leones viajaron desde la ciudad de Nueva York a Nuevo Brunswick el 12 de noviembre de 1870 y fueron derrotados por Rutgers 6 a 3. El juego sufría de desorganización y los jugadores pateaban y peleaban entre sí tanto como luchaban por la pelota. Más tarde, en 1870, Princeton y Rutgers jugaron de nuevo ganando Princeton 6-0. La violencia de este juego provocó un escándalo tal que en 1871 no se jugó ningún juego. El fútbol volvió en 1872 , cuando Colombia jugó contra Yale por primera vez . El equipo de Yale fue entrenado y capitaneado por David Schley Schaff , que había aprendido a jugar al fútbol mientras asistía a la escuela de Rugby. Schaff mismo resultó herido e incapaz de participar en el juego. No obstante, Yale ganó el partido 3-0. Más tarde, en 1872, Stevens Tech se convirtió en la quinta escuela en formar un equipo. Stevens Tech perdió contra Columbia, pero le ganó tanto a la Universidad de Nueva York como al City College de Nueva York el siguiente año.
Para 1873 , los estudiantes universitarios que jugaban fútbol habían realizado importantes esfuerzos para estandarizar su juego. Los equipos se habían reducido de 25 jugadores a 20. La única manera anotar seguía siendo bateando o lanzando la pelota a través de la meta del equipo contrario. El partido se jugaba en dos tiempos de 45 minutos en campos de 140 yardas de largo y 70 yardas de ancho. El 20 de octubre de 1873, representantes de la Universidad de Yale , Columbia , Princeton y Rutgers se reunieron en el Hotel Quinta Avenida en Nueva York para establecer el primer conjunto de reglas de fútbol intercolegial. Antes de esta reunión, cada escuela tenía su propio conjunto de reglas y en cada juego se utilizaba por lo general con el código particular del equipo local. En esta reunión, una lista de reglas, más basada en las normas de la Asociación de Fútbol que en la normativa de la recién fundada Unión de Rugby, fue elaborada para los partidos de fútbol intercolegial.

#### Harvard - McGill (1874)

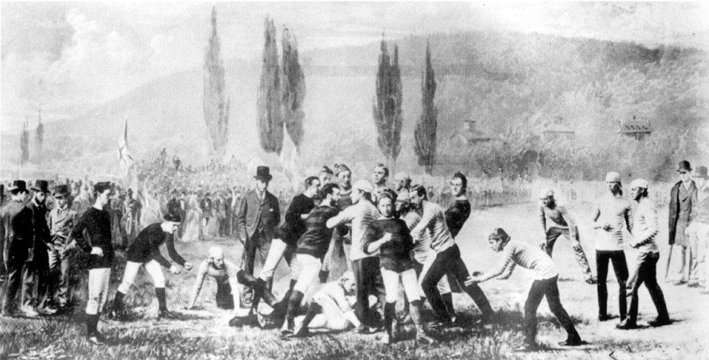
Harvard vs. McGill

El antiguo "fútbol Fightum" había resucitado en Harvard en 1872, cuando la Universidad de Harvard reanudó el fútbol. Harvard, sin embargo, había adoptado una versión del fútbol que permitió llevar la pelota en las manos, aunque sólo cuando se le perseguía al jugador con la pelota. Como resultado de esto, la Universidad de Harvard se negó a asistir a la conferencia de normas organizado por las otras escuelas y continuó jugando con su propio código. Mientras que la ausencia voluntaria de Harvard a la reunión hizo difícil que programaran partidos contra otras universidades de Estados Unidos, aceptó un reto para jugar contra la Universidad de McGill, de Montreal, en una serie de dos partidos, debido a que el rugby había sido llevado a Canadá por los ingleses, el equipo de McGill jugó bajo un conjunto de reglas que le permitían al jugador tomar el balón y correr con él cuando quisiera. Otra regla única de McGill era contar los intentos (el acto de pasar el balón a través de la línea de meta del otro equipo; es importante tener en cuenta que no había zona de anotación en esta época) así como los goles en el marcador. En las reglas del Rugby de la época, un touchdown sólo proporcionaba la oportunidad de patear un tiro libre desde el campo. Si el tiro se fallaba, la anotación no contaba.
El equipo de McGill viajó a Cambridge para jugar contra Harvard. El 14 de mayo de 1874, el primer partido, jugado bajo las reglas de la Universidad de Harvard, fue ganado por la Universidad de Harvard con un resultado de 3-0. Al día siguiente, los dos equipos jugaron bajo las reglas de rugby de McGill y el partido quedó empatado 0-0. Los juegos se jugaron con un balón redondo en lugar de una pelota ovalada estilo rugby. Esta serie de juegos representa un hito importante en el desarrollo del juego moderno del fútbol americano. En octubre de 1874, el equipo de Harvard viajó una vez más a Montreal para jugar contra McGill en el rugby, donde ganaron por tres intentos.

#### Harvard - Tufts, Harvard - Yale (1875)
Harvard rápidamente tomó el gusto por el rugby y su uso de los ensayos que, hasta ese momento, no se utilizaban en el fútbol americano. El ensayo (o intento) más tarde se convirtió en el gol conocido como touchdown. El 4 de junio de 1875, la Universidad de Harvard se enfrentó a la Universidad de Tufts en el primer partido entre dos universidades de Estados Unidos jugando bajo reglas similares a las del partido McGill/Harvard. Este partido fue ganado por Tufts. Las reglas incluían que solo podía haber 11 jugadores de cada equipo en la cancha, la pelota solo se podía pasar pateándola o cargándola y se permitía taclear a la persona con el balón pero en ese instante se paraba el juego.  Entusiasmados por la versión de fútbol de McGill, Harvard desafió a su rival más cercano: Yale. Los Bulldogs aceptaron. Los dos equipos acordaron jugar bajo un conjunto de reglas llamadas "Reglas Concesionarias", en las cuales se llegó a un punto medio entre el fútbol de Yale y el fútbol estilo Rugby de la Universidad de Harvard. Decidieron jugar con 15 jugadores en cada equipo. El 13 de noviembre de 1875, Yale y Harvard se enfrentaron por primera vez en la historia. Harvard ganó 4-0. En el primer partido de lo que se convertiría en una larga rivalidad, entre los 2000 espectadores estaba el futuro "padre del fútbol americano" Walter Camp. Walter, quién se inscribiría a Yale al año siguiente, aunque dolido por la derrota de Yale, admiraba el estilo de juego de la Universidad de Harvard. Sin embargo, estaba determinado a vengar la derrota de Yale. Espectadores de Princeton, llevaron el juego de vuelta a casa, donde rápidamente se convirtió en la versión más popular del fútbol.
El 23 de noviembre de 1876, representantes de Harvard, Yale, Princeton y Columbia se renuieron en La Casa Massasoit en Springfield, Massachusetts para estandarizar un nuevo código de reglas basado en el juego de rugby introducido por Harvard y la Universidad de McGill en 1874. Las reglas se basaron principalmente el código de reglas de la Unión de Rugby de Inglaterra. La gran diferencia con el código de la Unión de Rugby era que reemplazaban el gol pateado por el touchdown como la manera principal para anotar. Tres de las escuelas - Harvard, Columbia y Princeton - formaron la Asociación de Fútbol Interuniversitario, como resultado de la reunión. Yale no se unió al grupo hasta 1879 debido a un pequeño desacuerdo acerca del número de jugadores por equipo.

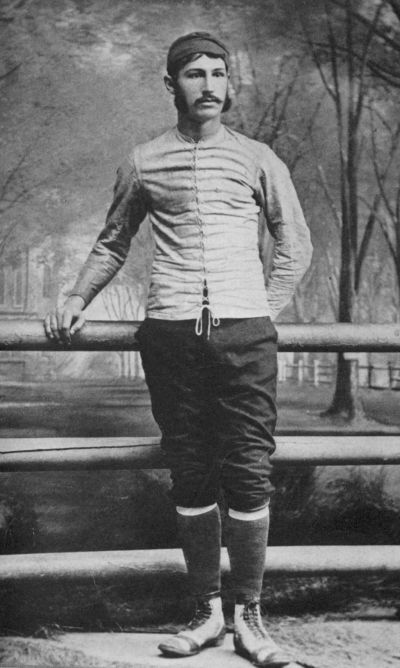
Walter Camp, the "Padre del fútbol americano", en 1878 como capitán del equipo de fútbol americano de la Universidad de Yale

#### Walter Camp: El padre del fútbol americano
Walter Camp es considerado la figura más importante del desarrollo del fútbol americano.  En su juventud, se destacó en deportes como atletismo, béisbol y fútbol y después de inscribirse en la Universidad de Yale en 1876, se ganó los honores de los equipos universitarios en todos los deportes que la escuela ofrecía.
Camp se convirtió en un fijo en las reuniones en Massasoit House, donde se debatían y cambiaban las reglas. Insatisfecho con lo que le parecía ser una mafia desorganizada, propuso su primer cambio de reglas en la primera reunión a la que asistió en 1878: una reducción de quince jugadores a once. La moción fue rechazada en ese momento, pero pasó en 1880. El propósito era abrir el juego y hacer hincapié en la velocidad y no en la fuerza. El cambio más famoso de Camp, el establecimiento de la lína de golpeo y el establecimiento del snap desde el centro al quarterback, también fue aprobado en 1880. Originalmente, el snap era ejecutado con el pie del centro. Cambios más adelante permitieron hacer snap con el balón en las manos ya sea a través del aire o por pase de mano a mano.
Las nuevas reglas de Camp acerca de los tacleos revolucionaron el juego, aunque no siempre con la intención que Camp quería. Princeton, en particular, usaba el tacleo para retardar el juego, haciendo un gradual progreso hacia la zona final en cada down. En lugar de aumentar la puntuación, que había sido la intención original de Camp, la regla fue explotada para mantener el control de la pelota durante todo el partido, resultando en partido lentos y no emocionantes. En la reunión para las reglas de 1882, Camp propuso que se requiriera que el equipo avanzara un mínimo de cinco yardas entre tres downs. Estas reglas de distancia-anotación combinadas con el establecimiento del tacleo transformaron el juego de una variación del rugby al distintivo fútbol americano.
Camp fue pieza central de varios cambios de reglas significativas que definieron el fútbol americano. En 1881, el campo se redujo a sus dimensiones actuales de 120 por 53 yardas. Muchas veces en 1883, Camp jugó con las reglas de anotación, llegando finalmente a 4 puntos por cada touchdown, 2 puntos por cada patada después de touchdown, 2 puntos por safeties y 5 por gol de campo. En 1887, la duración del partido se estableció en dos mitades de 45 minutos cada una. También en 1887, dos oficiales pagados - un réferi y un umpire - eran obligatorios para cada partido. Un año más tarde las reglas se cambiaron y permitieron taclear por debajo de la cintura y en 1889 se le dio a los oficiales silbatos y cronómetros.
Después de dejar Yale en 1882, Camp comenzó a trabajar en la compañía de relojes New Haven Clock Company hasta su muerte en 1925. Aunque ya no jugaba, siguió siendo un fijo en las reuniones anuales durante la mayoría de su vida y él personalmente escogía al All-American team de cada año, desde 1889 hasta 1924. La Fundación de Fútbol Walter Camp continúa seleccionando los All-American teams en su honor.

### Tabla de Puntajes
| Era | Touchdown | Gol de campo | Punto extra (kick) | Conversión de puntos (touchdown) | Safety | Conversión safety | Conversión Defensiva |
| --- | --------- | ------------ | ------------------ | -------------------------------- | ------ | ----------------- | -------------------- |
| 1883 | 2         | 5            | 4                  | –                                | 1      | –                 | –                    |
| 1883–1897 | 4         | 5            | 2                  | –                                | 2      | –                 | –                    |
| 1898–1903 | 5         | 5            | 1                  | –                                | 2      | –                 | –                    |
| 1904–1908 | 5         | 4            | 1                  | –                                | 2      | –                 | –                    |
| 1909–1911 | 5         | 3            | 1                  | –                                | 2      | –                 | –                    |
| 1912–1957 | 6         | 3            | 1                  | –                                | 2      | –                 | –                    |
| 1958–present | 6         | 3            | 1                  | 2                                | 2      | 1                 | 2                    |
| Nota: Por periodos cortos a finales del siglo XIX, algunos penalties otorgaban uno o dos puntos al equipo contrario y algunos equipos a finales del siglo XIX y a principios del XX decidieron negociar su propio sistema de puntos para partidos individuales. |           |              |                    |                                  |        |                   |                      |

### Expansión (1880–1904)
El fútbol universitario se expandió mucho durante las últimas dos décadas del siglo XIX. Muchas de las principales rivalidades de hoy en día datan a esa época. 
En noviembre de 1890 fue una época muy activa para este deporte. El 22 de noviembre de 1890, en la ciudad de Baldwin, Kansas, se jugó por primera vez el fútbol americano en el estado de Kansas. Ese día Baker le ganó a Kansas 22-9. El 27 del mismo mes, Vanderbilt jugó contra Nashville (Peabody) en el Athletic Park y ganó 40-0. Esta fue la primera vez que se jugó un partido de fútbol americano bien organizado en el estado de Tennessee.

#### Este
Rutgers fue el primero en extender el alcance del juego. Un juego interuniversitario se jugó por primera vez en el estado de Nueva York cuando Rutgers jugó contra Columbia el 2 de noviembre de 1872. También fue el primer empate sin goles en la historia de este deporte.  El fútbol de Yale comienza el mismo año y tiene su primera partido contra Columbia, el colegio más cercano para jugar fútbol . Tuvo lugar en Hamilton Park en New Haven y fue el primer juego en Nueva Inglaterra. El juego era esencialmente de fútbol soccer con 20 hombres, jugado en un campo de 400 por 250 pies. Yale gana 3-0, Tommy Sherman metió el primer gol y Lew Irwin los otros dos.
La universidad de Brown se une al fútbol americano interuniversitario en 1878.
El primer juego en el cual un equipo anotó más de 100 puntos fue el 25 de octubre de 1884, cuando Yale le ganó a Dartmought 113-0. También fue la primera vez que un equipo anota más de 100 puntos y el equipo contrario ninguno. A la semana siguiente, Princeton le gana a Lafayette 140-0.
El primer juego interuniversitario en el estado de Vermont fue el 6 de noviembre de 1886 entre Dartmouth y Vermont en Burlington.
El primer partido de fútbol americano nocturno se jugó en Mansfield, Pensilvania el 28 de septiembre entre Mansfield y Wyoming.

#### Oeste

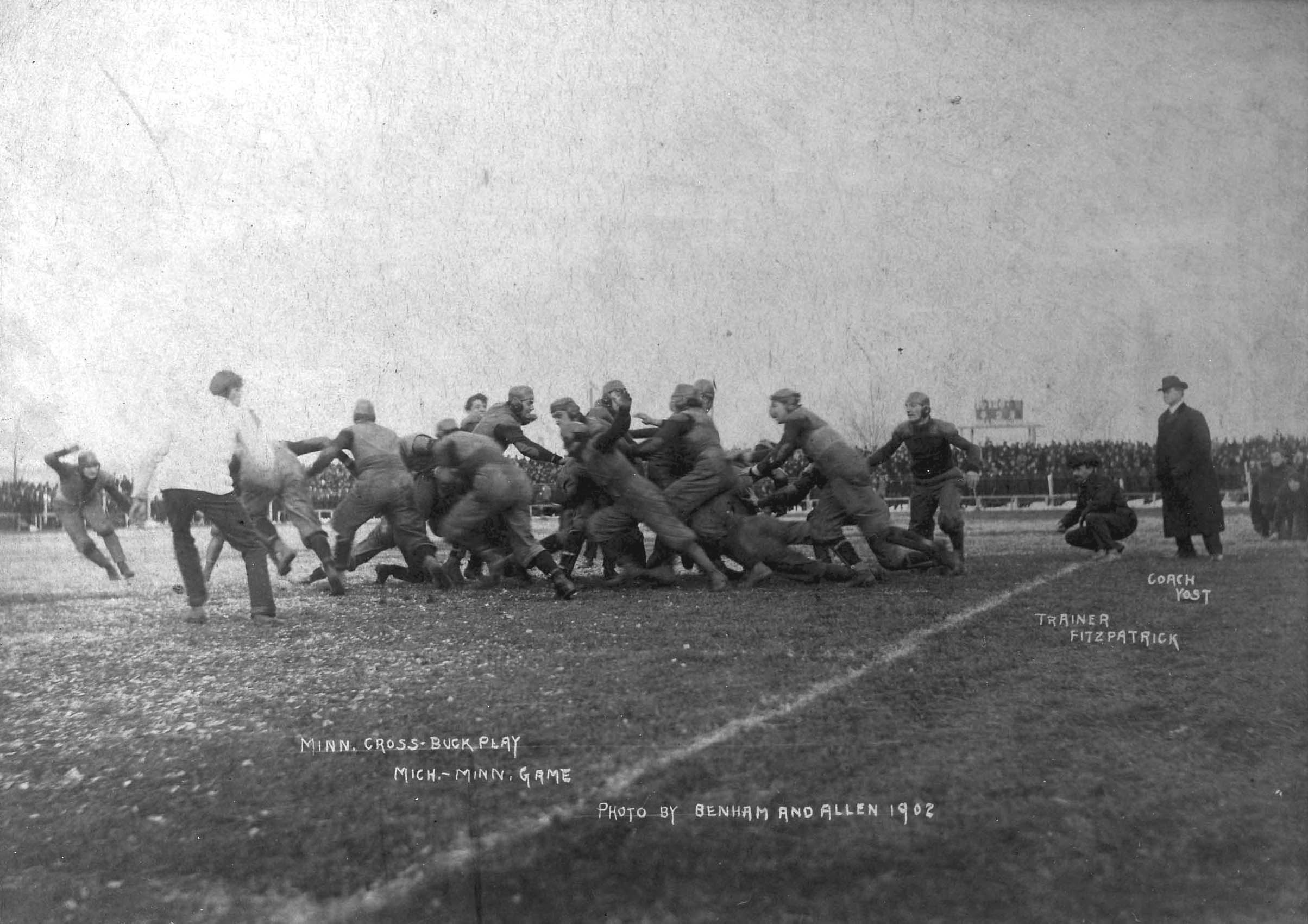
Partido de fútbol en 1902 entre la Universidad de Minessota y la Universidad de Míchigan

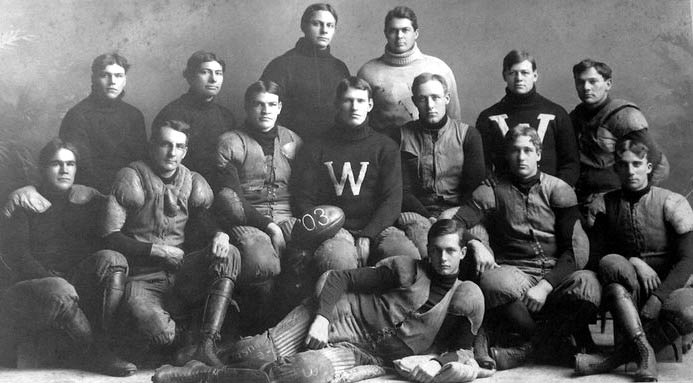
Equipo de la Universidad de Winsconsin en 1903

En 1879 , la Universidad de Míchigan se convirtió en la primera escuela del oeste de Pensilvania en establecer un equipo de fútbol americano universitario. El 30 de mayo de 1879, Michigan venció al colegio Racine 1-0 en un partido jugado en Chicago. El Chicago Daily Tribune lo llamó "el primer partido de rugby - fútbol que se jugará al oeste de Pensilvania." Otras escuelas del medio oeste pronto le siguieron, incluyendo la Universidad de Chicago, la Universidad Northwestern  y la Universidad de Minnesota . El primer equipo del oeste en viajar al este fue el equipo de Michigan de 1881, el cual jugó en la Universidad de Harvard, Yale y Princeton. La primera liga de fútbol americano universitario, la Conferencia Intercolegial de Representantes de Facultad (también conocido como la Conferencia del Oeste), precursora de la Conferencia Big Ten (La Conferencia de los 10 Grandes), fue fundada en 1895.
Dirigido por el legendario entrenador Fielding H. Yost , Michigan se convirtió en la primera potencia nacional "occidental ". De 1901 a 1905, Michigan tuvo una racha invicta de 56 partidos que incluía un viaje en 1902 para jugar en el primer partido de postemporada de fútbol americano universitario, el Rose Bowl. Durante esta racha , Michigan anotó 2,831 puntos, mientras que solo le antoaron a ellos 40.
El fútbol universitario bien organizado se jugó por primera vez en el estado de Minnesota el 30 de septiembre de 1882, cuando Hamline estaba convencido de jugar Minnesota. Minnesota ganó 2 a 0. Fue el primer juego al oeste del Río Misisipi.
El 30 de noviembre de 1905, Chicago le ganó a Michigan 2 a 0. A este partido se le llamó "El primer Gran Juego del siglo" y le quitó la racha invicta de 56 juegos a Michigan.

#### Sur

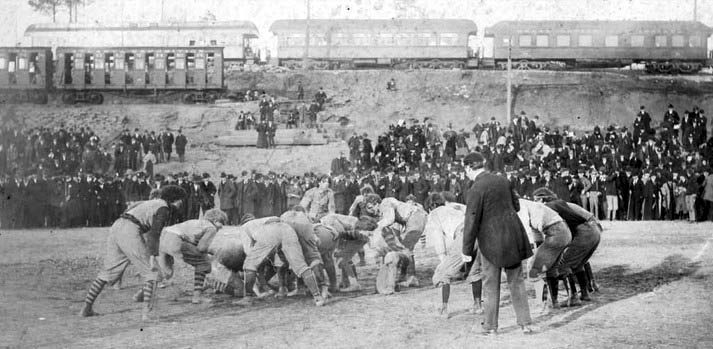
Partido en 1895 entre Auburn y Georgia.

El fútbol interuniversitario organizado se jugó por primera vez en el estado de Virginia y el sur el 2 de noviembre de 1873 en Lexington entre Washington y Lee y VMI . Washington y Lee ganaron 4-2. Algunos estudiantes diligentes de las dos escuelas organizaron un partido el 23 de octubre de 1869, pero fue suspendido por lluvia.
El 9 de abril de 1880, en el Stoll Field, la universidad de Transylvania (en ese entonces llamada Universidad de Kentucky) le ganó a College Centere 13-0 en el que es considerado el primer partido registrado jugado en el Sur. El primer juego de "fútbol científico" en el sur fue la primera instancia de rivalidad entre Carolina del Norte y Duke (entonces conocido como Trinity College ), jugado el Día de Acción de Gracias de 1888, en el recinto ferial del estado de Carolina del Norte en Raleigh, North Carolina.
El 13 de noviembre de 1887 Virginia Cavaliers y la Academia Pantops lucharon por un empate sin goles en el primer partido de fútbol organizado en el estado de Virginia. Los estudiantes de la UVA jugaban juegos estilo fútbol ya en 1870, y algunas cuentas incluso afirman que algunos industriosos organizaron un partido contra Washington y Lee College en 1871, tan sólo dos años después del histórico primer partido entre Rutgers y Princeton en 1869. Pero no se ha encontrado registro alguno de la puntuación de este partido. Washington y Lee también reclama una victoria por 4-2 sobre VMI en 1873
Los inicios de la actual Conferencia del Sureste  y de la Conferencia de la Costa Atlántica comienzan en 1894. La Asociación Atlética Interuniversitaria del Sur (SIAA por sus siglas en inglés) fue fundada el 21 de diciembre de 1894, por el Dr. William Dudley, un profesor de química en la Universidad de Vanderbilt. Los miembros originales eran Alabama, Auburn, Georgia, Georgia Tech, Carolina del Norte, Sewanee y Vanderbilt. Clemson, Cumberland, Kentucky, LSU, Mercer, Mississippi , Mississippi A&M (Mississippi State), Universidad Presbiteriana del sureste, Tennessee, Texas, Tulane y la Universidad de Nashville se unieron al año siguiente en 1895 como miembros fundadores invitados.  La conferencia se formó originalmente para "el desarrollo y la purificación del deporte universitario en todo el Sur.

Se cree que el primer paso hacia adelante en el fútbol se produjo el 26 de octubre de 1895 en un partido entre Georgia y Carolina del Norte, cuando, por desesperación, la pelota fue lanzada por el back de Carolina del Norte Joel Whitaker en lugar de patearlo y George Stephens atrapó el balón.  El 9 de noviembre de 1895, John Heisman realizó un truco en el cual esconde el balón utilizando a su mariscal Reynolds Tichenor para conseguir el único touchdown de Auburn en una derrota de 6 a 9 contra Vanderbilt. Este fue el primer juego en el sur decidido por un gol de campo. Heisman más tarde utilizó el truco contra el equipo de Georgia de Pop Warner. Warner tomó el truco y más tarde lo utilizó en Cornell contra Penn State en 1897.  Después lo utilizó en 1903 en Carlisle en contra de Harvard y obtuvo la atención nacional. 

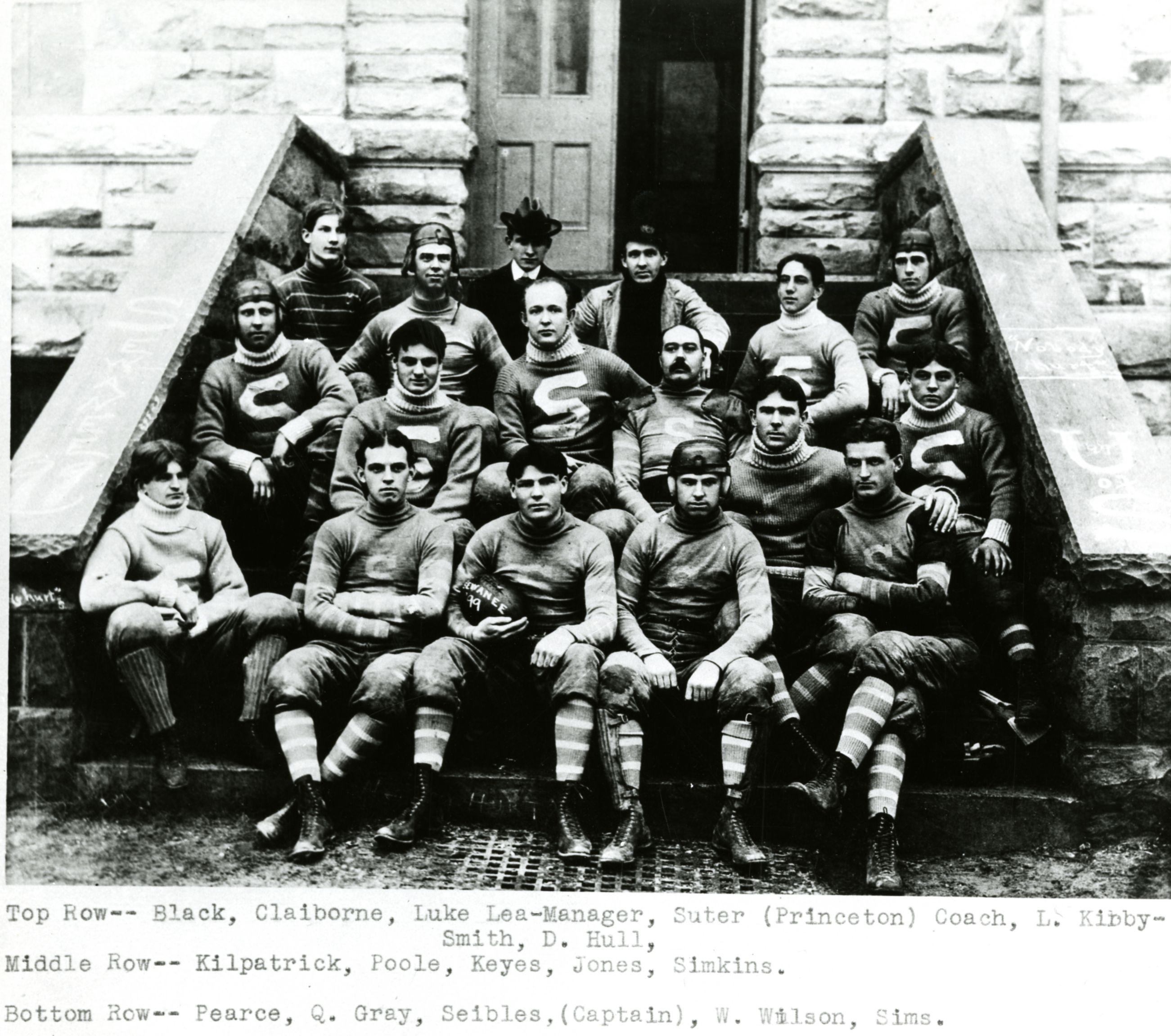
El equipo de Sewanee llamados "Iron Men" en 1899

Los Sewanee Tigers de 1899 es considerado uno de los grandes equipos de todos los tiempos. El equipo se fue de 12-0, superando a rivales 322 a 10. Conocidos como los "Hombres de hierro", con sólo 13 hombres tuvieron una gira de seis días con cinco triunfos contra Texas A&M; Texas; Tulane; LSU y Ole Miss. Se recuerda memorablemente con la frase " ... y en el séptimo día descansaron".  Grantland Rice los llamó "el equipo de fútbol más duradero que he visto".
El fútbol interuniversitario organizado se jugó por primera vez en el estado de Florida en 1901. Una serie de 7 juegos entre los equipos intramuros de Stetson y Forbes se produjo en 1894. El primer partido intercolegial entre los equipos oficiales se jugó el 22 de noviembre de 1901. Stetson venció al Florida Agricultural College en Lake City, uno de los cuatro precursores de la Universidad de Florida, 6-0 , en un partido jugado como parte de la Feria de Jacksonville.

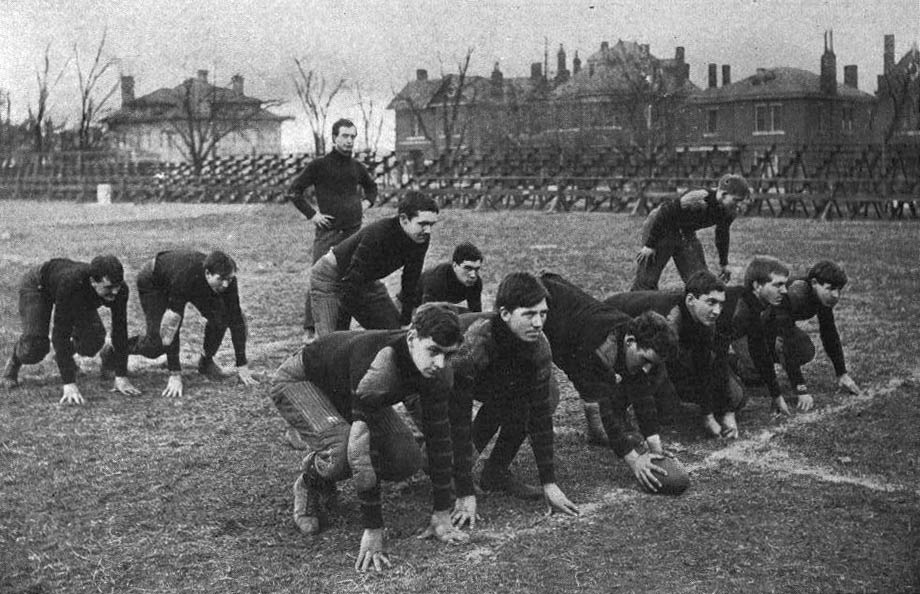
El equipo de Vanderbilt en acción en 1904 Vanderbilt

En el Día de Acción de Gracias de 1903, se programó un juego en Montgomery, Alabama entre los mejores equipos de cada región de la Asociación Atlética Interuniversitaria del Sur para un "juego de campeonato de la SIAA", enfrentando Cumberland contra Clemson. El partido terminó en un empate 11-11 causando que muchos equipos reclamaran el título. Heisman presionó para que el título se lo dieran a Cumberland. Fue su último partido como entrenador principal de Clemson.

#### Suroeste
El primer partido de fútbol universitario en el territorio de Oklahoma se llevó a cabo el 7 de noviembre de 1895, cuando los 'Oklahoma City Terrors' derrotaron a los Oklahoma Sooners 34 a 0. Los "terrors" eran una mezcla de estudiantes universitarios Metodistas y estudiantes de preparatoria. Los Sooners no lograron ni un primero y diez. Para la siguiente temporada, el entrenador de Oklahoma, John A. Hart, los había dejado para la prospección de oro en el Ártico. El fútbol organizado se jugó por primera vez en el territorio el 29 de noviembre de 1894 entre Oklahoma City Terrorrs y Oklahoma City High School . La escuela preparatoria ganó 24 a 0.

### Violencia y controversia (1905)
Desde sus primeros días como un juego de mafia, el fútbol era un deporte violento. El juego Harvard - Yale de 184, conocido como el " Hampden Park Blood Bath", dio lugar a lesiones incapacitantes para cuatro jugadores; el juego fue suspendido hasta 1897. El juego anual Army-Navy fue suspendido desde 1894 hasta 1898 por razones similares. Uno de los principales problemas era la popularidad de las formaciones masivas como la "flying wedge", en el que un gran número de jugadores ofensivos atacan como una unidad a la defensa. Las colisiones resultantes a menudo provocaron lesiones graves y en ocasiones incluso la muerte. El fullback de Georgia, Richard Von albade Gammon murió en el campo debido a las conmociones cerebrales sufridas jugando contra Virginia en 1897, causando que Georgia, Georgia Tech y Mercer detuvieran temporalmente los programas de fútbol.
La situación llegó a un punto crítico en 1905 , cuando hubo 19 víctimas mortales en todo el país. El presidente Theodore Roosevelt amenazó con prohibir el juego si no se hacían cambios drásticos. Sin embargo, la amenaza por Roosevelt para eliminar el fútbol es disputada por los historiadores deportivos. Lo que es absolutamente cierto es que el 9 de octubre de 1905, Roosevelt llevó a cabo una reunión de representantes de fútbol de la Universidad de Harvard, Yale y Princeton. Aunque él dio una conferencia en la eliminación y reducción de lesiones, nunca amenazó con prohibir el fútbol. También carecía de la autoridad para abolir el fútbol y fue, de hecho, en realidad un fanático de este deporte y quería conservarlo. Los hijos del Presidente también jugaban fútbol en la universidad y secundaria en ese momento.
Mientras tanto, John H. Outland celebró un partido experimental en Wichita, Kansas en el cual redujo el número de tacleadas requeridas para obtener una primera y cuarta en un intento para reducir las lesiones. El diario Los Angeles Times informó un aumento de patadas de despeje y un juego mucho más seguro que el juego regular, pero que la nueva norma no era "conducente para el deporte". Por último , el 28 de diciembre de 1905, 62 escuelas se reunieron en la ciudad de Nueva York para discutir cambios en las reglas para hacer el juego más seguro. Como resultado de esta reunión, se formó el Intercollegiate Athletic Association de los Estados Unidos , más tarde llamado la National Collegiate Athletic Association (NCAA). El cambio de una norma introducida en 1906, ideada para abrir el juego y reducir las lesiones, fue la introducción del pase adelantado. Aunque fue poco utilizado por años, esto resultó ser uno de los cambios en las reglas más importantes en la creación del juego moderno.

### Modernización e innovación (1906–1930)
Como resultado de las reformas de 1905-1906, las jugadas de formación de masas se volvieron ilegales y los pases hacia adelante se legalizaron. Bradbury Robinson, jugando para el entrenador visionario Eddie Cochems en la Universidad de St. Louis, lanzó el primer pase legal en el 5 de septiembre de 1906 en un partido contra Carroll College en Waukesha. Otros cambios importantes, adoptados formalmente en 1910, fueron los requisitos de tener al menos siete jugadores ofensivos en la línea de golpeo al momento de sacar el balón, el impedimento de empujar o jalar y la prohibición de la interferencia de enclavamiento (brazos vinculados o las manos en los cinturones y uniformes). Estos cambios redujeron en gran medida el potencial de lesiones de colisión. Varios entrenadores que se aprovecharon de estos cambios radicales empezaron a surgir. Amos Alonzo Stagg introdujo innovaciones tales como el "huddle" (la reunión antes de sacar) , el maniquí para entrenar las tacleadas y el cambio antes de sacar el balón. Otros entrenadores, como Pop Warner y Knute Rockne , introdujeron nuevas estrategias que aún se conservan parte del juego.
Además de estas innovaciones de entrenamiento, varios cambios en las reglas durante el primer tercio del siglo XX tuvieron un profundo impacto en el juego, sobre todo en estrategias de pases aéreos. En 1914, se llevó a cabo el primer castigo por atacar al quarterback antes de tiempo. En 1918, se flexibilizaron las normas sobre los receptores elegibles para que otros jugadores pudieran atrapar la pelota en cualquier parte del campo (las reglas previas eran estrictas y solo permitían los pases en ciertas regiones del campo). Las reglas de puntuación también cambiaron durante este tiempo: los goles de campo se redujeron a tres puntos en 1909 y los touchdowns se elevaron a seis puntos en 1912.
Los jugadores estrella que surgieron en el siglo XX incluyen a im Thorpe, Red Grange y Bronko Nagurski; estos tres hicieron la transición a la NFL cuando aún era novata y ayudaron a convertirla en una liga exitosa. El periodista deportivo Grantland Rice ayudó a popularizar el deporte con sus descripciones poéticas de juegos y apodos coloridos para los jugadores más grandes del juego, incluyendo a los cuatro corredores de Notre Dame "los cuatro jinetes"  y a los hombres de línea de la Universidad deFordham Universidad conocidos como los "Siete bloques de granito".
En 1907 en Champaign, Illinois, Chicago e Illinois jugaron el primer juego con un espectáculo de medio tiempo con una banda de música. Chicago ganó 42-6 . El 25 de noviembre de 1911, Kansas y Missouri jugaron el primer partido de fútbol de homecoming (celebrando el regreso a clases).  El juego fue " transmitido" jugada a jugada por telégrafo a por lo menos 1.000 aficionados en Lawrence, Kansas. El partido terminó en un empate 3- 3. En el partido entre West Virginia y Pittsburgh el 8 de octubre de 1921, tuvo lugar la primera emisión de radio en vivo de un partido de fútbol de la universidad. Pittsburgh ganó 21-13. El 28 de octubre de 1922, Princeton y Chicago jugaron el primer partido que se emitiría a nivel nacional en la radio . Princeton ganó 21-18 en un partido muy disputado el cual le dio el nombre de "Equipo del Destino" a Princeton.

#### El surgimiento del Sur
Una publicación declara "La primera búsqueda de jugadores realizada en el Sur fue en 1905, cuando Dan McGugin y el capitán Innis Brown, de Vanderbilt fueron a Atlanta para ver jugar a Sewanee contra Georgia Tech". Fuzzy Woodruff afirma que Davidson fue el primero en el sur en lanzar un pase legal hacia adelante en 1906. En la temporada siguiente se vio a Vanderbilt ejecutar una jugada con doble pase para anotar el touchdown que venció a Sewanee en un partido de invictos en el campeonato SIAA. Grantland Rice citó este evento como la emoción más grande de la que fue testigo en todos sus años de ver deportes.

##### El cambio de Heisman
Usando la ofensa "jump shift", el equipo de John Heisman Georgia Tech Golden Tornado ganó 222 a 0 contra Cumberland el 7 de octubre de 1916 en la victoria más torcida de la historia del fútbol universitario. Tech tuvo una racha de 33 juegos sin perder en este periodo. El equipo de 1917 fue el primer campeón nacional del Sur, liderado por un fuerte grupo de corredores.

#### Entrenadores de la era

##### Glenn "Pop" Warner
Glenn "Pop" Warner entrenó en varias escuelas a lo largo de su carrera, incluyendo la Universidad de Georgia, la Universidad de Cornell, la Universidad de Pittsburgh, la Universidad de Stanford y la Universidad de Temple. Una de sus temporadas más famosas fue en la Carlisle Indian Industrial School, donde entrenó a Jim Thorpe, quien pasó a convertirse en el primer presidente de la Liga Nacional de Fútbol Americano, un medallista de oro olímpico y es ampliamente considerado como uno de los mejores atletas en general de la historia. Warner escribió uno de los primeros libros de estrategia de fútbol, Football for Coaches and Players, publicado en 1927. Aunque el cambio fue inventado por Stagg, las formaciones de un ala y de doble ala de Warner la mejoraron mucho; durante casi 40 años, estas fueron algunas de las formaciones más importantes de fútbol. Como parte de sus formaciones de una y doble ala, Warner fue uno de los primeros entrenadores en usar eficazmente el pase hacia adelante. Entre sus otras innovaciones destacan los esquemas modernos de bloqueo, la postura de tres puntos y la jugada inversa. La liga de fútbol juvenil, Pop Warner Little Scholars, fue nombrada en su honor.

##### Knute Rockne
Knute Rockne saltó a la fama en 1913 como entrenador de la Universidad de Notre Dame, una escuela católica desconocida en el medio oriente. Cuando Army programó a Notre Dame como un partido de preparación, pensaron poco de la pequeña escuela. Rockne y el quarterback Gus Dorais hicieron uso innovador del pase hacia adelante, aún en ese punto un arma relativamente sin uso, para derrotar 35-13 a Army y ayudar a establecer la escuela como un poder nacional. Rockne volvió a entrenar al equipo en 1918, e ideó la poderosa ofensiva de caja de Notre Dame, basada en la formación de un ala de Warner. Se le atribuye ser el primer entrenador importante que hizo hincapié en la ofensiva sobre la defensa. También se le acredita con la popularización y el perfeccionamiento del pase hacia adelante, una obra rara vez utilizada en el momento. El equipo de 1924 contó con la línea de corredores llamados "los cuatro jinetes". En 1927, sus cambios complejos condujeron directamente a un cambio de norma según la cual todos los jugadores ofensivos tuvieron que parar durante un segundo antes de poder pasar la pelota. En lugar de simplemente un equipo regional, el equipo "Fighting Irish" de Rockne se hizo famoso por visitar y jugar contra varios equipos a lo largo del país. Fue durante el mandato de Rockne que comenzó la rivalidad anual entre Notre Dame y la Universidad d Carolina del Sur. Lideró a su equipo a un impresionante récord de 105-12-5 antes de su prematura muerte en un accidente aéreo en 1931. En aquel entonces ya era tan famoso que su funeral fue transmitido por radio a escala nacional.

### De un deporte regional a uno nacional (1930–1958)
A principios de la década de 1930, el juego universitario continuó creciendo, sobre todo en el Sur, reforzado por rivalidades feroces como "La rivalidad más antigua del sur de" entre Virginia y Carolina del Norte y la " Rivalidad más profunda y antigua del sur" entre Georgia y Auburn. Aunque antes de mediados de 1920 la mayoría de los poderes nacionales vinieron del noreste o el Medio Oeste, la tendencia cambió cuando varios equipos del Sur y la Costa Oeste lograron éxito nacional. El equipo de Alabama de Wallace William Wade de 1925 ganó el Rose Bowl de 1926 después de recibir su primer título nacional y el equipo de William Alexander de Georgia Tech derrotó a California en el Rose Bowl de 1929. El fútbol universitario se convirtió rápidamente en el deporte más popular en el Sur.
Varias conferencias de fútbol americano universitario subieron a la prominencia durante este período de tiempo. La Conferencia Atlética del Suroeste se había fundado en 1915. Formado en su mayoría por escuelas de Texas, la conferencia vio campeones nacionales consecutivos con la Universidad Cristiana de Texas (TCU) en 1938 y con la Texas A&M en 1939.  La Conferencia de la Costa de Pacífico (PCC), un precursor de la Conferencia del Pacífico-12  (Pac-12), tenía su propio campeón consecutivo con la Universidad del Sur de California quien se ganó el título en 1931 y 1932. La Conferencia del Sureste (SEC) se formó en 1932 y consistía en su mayoría de las escuelas en el Sur profundo.  Al igual que en décadas anteriores, el Big Ten siguió dominando en los años 1930 y 1940 , con Minnesota ganando 5 títulos entre 1934 y 1941, Michigan (1933 , 1947 y 1948) y Ohio State (1942).

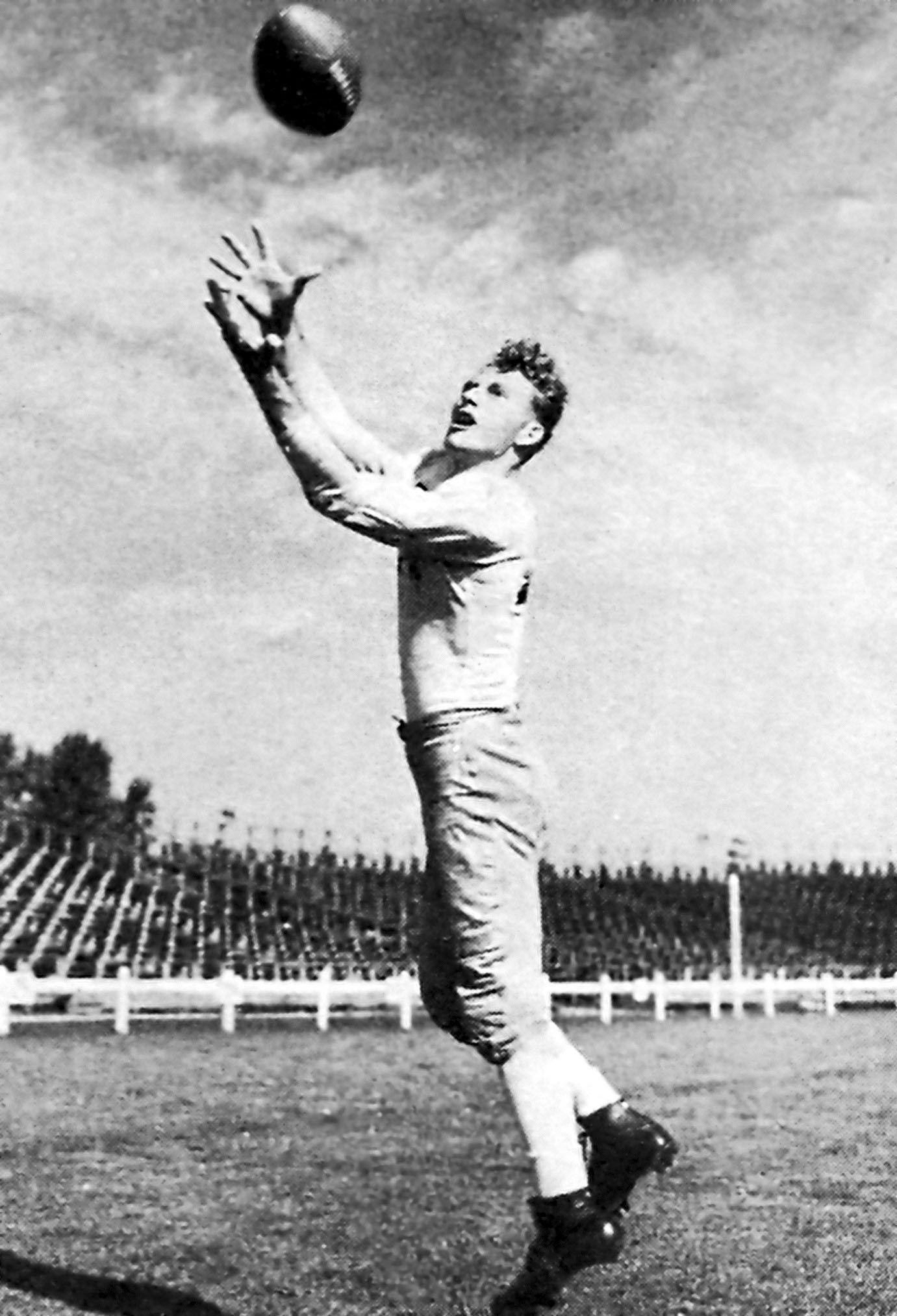
Don Hutson en 1940.

A medida que crecía más allá de sus afiliaciones regionales en la década de 1930, el fútbol universitario obtuvo mayor atención nacional. Cuatro nuevos juegos del tazón fueron creados: el Orange Bowl, el Sugar Bowl, el Sun Bowl en 1935, y el Cotton Bowl en 1937. En lugar de un campeonato nacional real, estos juegos de tazón, junto con el anterior Rose Bowl, proporcionaron una manera de enfrentar equipos de regiones distantes del país que no jugaban anteriormente. En 1936, la Associated Press comenzó su encuesta semanal de destacados escritores de deportes, clasificando a todos los equipos de fútbol universitarios de la nación. Ya que no había partido por el campeonato nacional, se utilizó la versión final de la encuesta de AP para determinar quién se coronaría como Campeón Nacional del fútbol universitario.
En la década de 1930 se vio el mayor crecimiento del juego en pases aéreos. Aunque algunos entrenadores, como el general Robert Neyland en Tennessee, continuaron evitando su uso, varios cambios en las reglas del juego tuvieron un profundo efecto en la capacidad de los equipos para lanzar el balón. En 1934, el comité de reglas eliminó dos importantes sanciones - una pérdida de cinco yardas para un segundo pase incompleto en cualquier serie de bajadas y una pérdida de posesión por un pase incompleto en la zona final y redujo la circunferencia del balón, haciéndolo más fácil de agarrar y lanzar. Los jugadores que se hicieron famosos por tomar ventaja del juego de pases más fácil incluyen al corredor de Alabama Don Hutson y al pasador de TCU "Slingin" Sammy Baugh.
En 1935, Downtown Athletic Club de la ciudad de Nueva York dio el primer Trofeo Heisman al corredor de la Universidad de Chicago Jay Berwanger, quien también fue el primero en ser seleccionado por el NFL Draft en 1936. El trofeo fue diseñado por el escultor Frank Eliscu y el modelado por el jugador de New York University (NYU) Ed Smith. El trofeo reconoce al "más destacado" jugador de fútbol universitario de la nación y se ha convertido en uno de los premios más codiciados de todos los deportes americanos.
Durante la Segunda Guerra Mundial, algunos de los jugadores de fútbol americano universitario alistados en las fuerzas armadas jugaron en Europa durante la guerra. Como la mayoría de estos jugadores todavía tenían la elegibilidad en sus carreras universitarias, algunos de ellos regresaron a la universidad de West Point, ganando títulos nacionales consecutivos en 1944 y 1945 bajo las órdenes de Red Blaik. Tanto como Doc Blanchard (conocido como "Mr. Inside") como Glenn Davis (conocido como "Mr. Outside") ganaron el Trofeo Heisman en 1945 y 1946 respectivamente. En el cuerpo técnico de los equipos de Army de 1944-1946 estaba el futuro entrenador del Salón de Fama del Pro Fútbol Vince Lombardi.
La década de 1950 vio el surgimiento de todavía más dinastías y programas de impulso. Oklahoma, bajo el entrenador Bud Wilkinson, ganó tres títulos nacionales (1950, 1955, 1956) y los diez grandes Ocho campeonatos de conferencia en la década, mientras construían un récord de 47 victorias consecutivas. Woody Hayes lideró al estado de Ohio a dos títulos nacionales, en 1954 y 1957, y dominó la conferencia Big Ten, ganando tres títulos Big Ten-más que cualquier otra escuela. Wilkinson y Hayes, junto con Robert Neyland de Tennessee, observaron un renacimiento de la ofensiva terrestre en la década de 1950. El número de pases se redujo de un promedio de 18.9 intentos en 1951 a 13.6 intentos en 1955, mientras que los equipos promediaron alrededor de 50 estrategias corriendo por partido. Nueve de cada diez ganadores del Trofeo Heisman en la década de 1950 fueron corredores. Notre Dame, uno de los equipos más grandes en pases de la década, sufrió un descenso sustancial en su éxito; la década de 1950 fue la única década entre 1920 y 1990, en la cual el equipo no ganó al menos una parte del título nacional. Sin embargo, Paul Hornung, mariscal de Notre Dame, ganó el Heisman en 1956, convirtiéndose en el único jugador de un equipo perdedor en hacerlo.

### Fútbol Universitario moderno (1950–presente)
Tras el enorme éxito del juego del campeonato de 1958 de la Liga Nacional de fútbol, el fútbol universitario ya no gozaba de la misma popularidad que la NFL, al menos a nivel nacional. Mientras que las dos ligas se beneficiaron de la llegada de la televisión, desde finales de la década de 1950, la NFL se ha convertido en un deporte nacional popular, mientras que el fútbol universitario ha mantenido fuertes vínculos regionales.

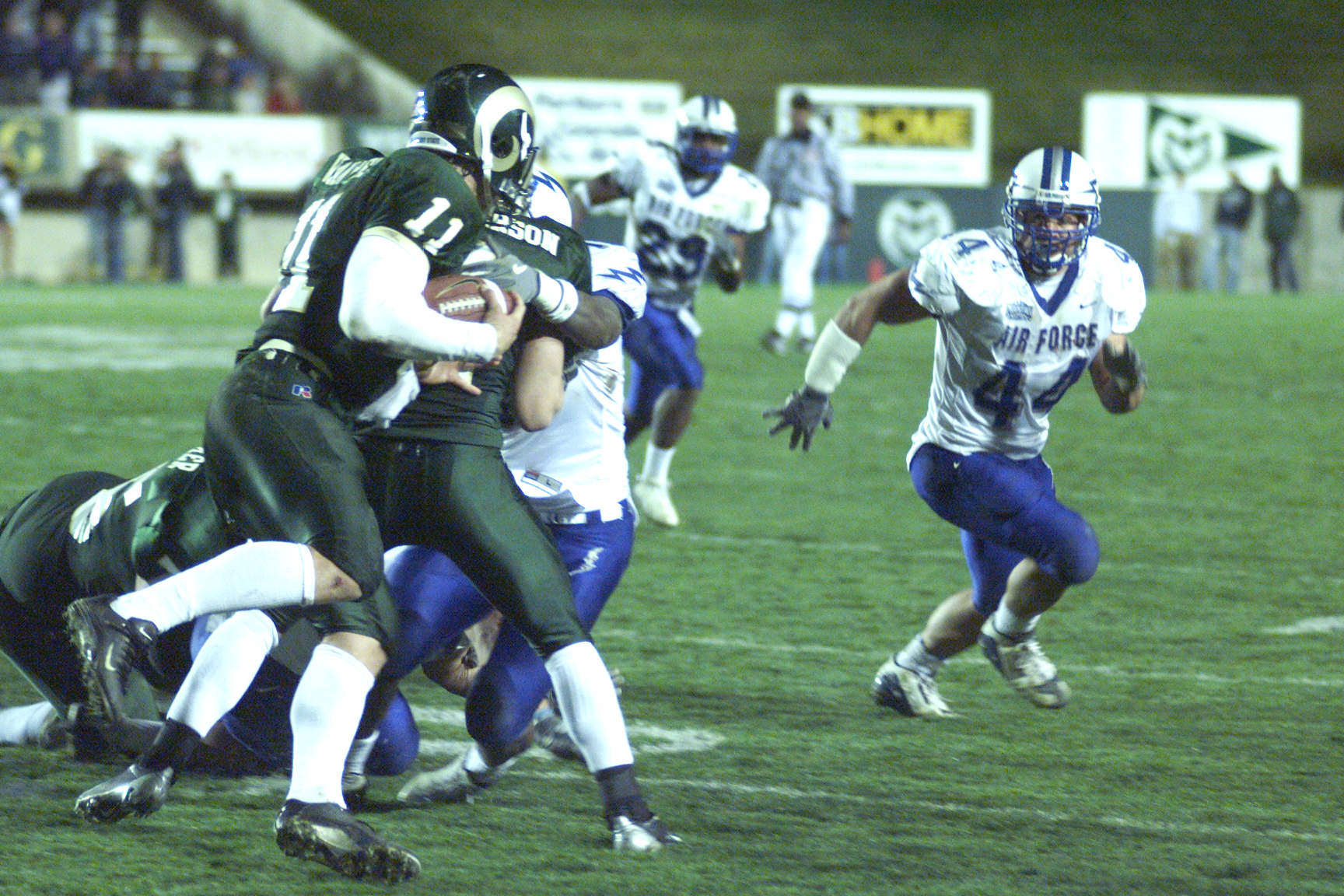
Un partido universitario entre la Universidad Estatal de Colorado y la Academia de Fuerza Aérea

Tanto como el fútbol profesional como el universitario se convirtieron en un fenómeno de la televisión nacional. En la década de 1950, Notre Dame, quien tuvo un gran seguimiento nacional, formó su propia red para difundir sus juegos, pero por lo general el deporte aún conservaba un público mayormente regional. En 1952, la NCAA firmó todos los derechos de transmisión televisiva de los partidos de sus instituciones miembros. Esta situación se mantuvo hasta 1984, cuando varias escuelas trajeron una demanda bajo la Ley Sherman Antimonopolio; la Corte Suprema decidió en contra de la NCAA y hoy en día las escuelas son libres de negociar sus propios acuerdos de televisión. ABC Sports comenzó a transmitir un juego oficial de la Semana en 1966, trayendo al público nacional los principales partidos y rivalidades.
Nuevas formaciones y conjuntos de estrategias continuaron desarrollándose. Emory Bellard, un entrenador asistente de Darrell Royal en la Universidad de Texas, desarrolló una ofensiva de tres espaldas conocida como "wishbone". El "wishbone" es una ofensa pesada que depende de decisiones de último segundo del quarterback sobre cuándo y a quién entregar o lanzarle la pelota. Royal le enseñó la ofensa a otros entrenadores, incluyendo a Bear Bryant en Alabama, Chuck Fairbanks en Oklahoma y Pepper Rodgers en UCLA; todos adaptaron y desarrollaron la estrategia a su propio gusto.  La estrategia contraria a "wishbone" es la ofensiva abierta, desarrollada por entrenadores profesionales y universitarios a través de los años 1960 y 1970. Aunque algunas escuelas desempeñan una versión en la que se corre basada en la ofensiva abierta, su uso más común es como una estrategia ofensiva de pase diseñada para "extender" el campo, tanto horizontal como verticalmente. Algunos equipos han sabido adaptarse a los tiempos para seguir ganando consistentemente. En el ranking de los programas más victoriosos, Michigan, Texas, y Notre Dame se clasifican primero, segundo, y tercero en victorias totales.

#### El crecimiento de los juegos del tazón
| Crecimiento de los partidos del tazón'1930–2010' |            |
| Year                                             | # of games |
| 1930                                             | 1          |
| 1940                                             | 5          |
| 1950                                             | 8          |
| 1960                                             | 8          |
| 1970                                             | 8          |
| 1980                                             | 15         |
| 1990                                             | 19         |
| 2000                                             | 25         |
| 2010                                             | 35         |

En 1940 , para el nivel más alto de fútbol universitario, sólo había cinco juegos de tazón (Rose, Orange, Sugar, Sun y Cotton) . Para 1950, tres más se habían unido a ese número y en 1970, todavía había sólo ocho grandes juegos de tazón universitarios. El número creció a once en 1976. En el nacimiento de la televisión por cable y de televisoras deportivas como ESPN, había quince tazones en 1980. Con más lugares para realizarlos a nivel nacionales y el aumento de los ingresos disponibles, los tazones registraron un crecimiento explosivo entre los años 1980 y 1990. En los treinta años de 1950 a 1980, se añadieron siete juegos de tazón al calendario. De 1980 a 2008, se añadieron otros 20 juegos de tazón al calendario. Algunos han criticado este crecimiento, afirmando que el aumento del número de juegos ha diluido la importancia de jugar en un juego de tazón. Sin embargo, otros han respondido que el aumento del número de juegos ha incrementado la exposición y los ingresos para un mayor número de escuelas y lo ven como un hecho positivo.
Con el crecimiento de los juegos de tazón, se hizo difícil determinar un campeón nacional de manera justa y equitativa. Como las conferencias se convirtieron en socios contractualmente de ciertos juegos de tazón (una situación conocida como un tie-in), partidos que garantizaran un campeón nacional se convirtieron cada vez más raros. En 1992, siete conferencias y el independiente Notre Dame formaron la Coalición Bowl, que intentó concertar un partido anual entre el No.1 y el No.2. Estos se basaban en la clasificación final de la encuesta de AP. La Coalición se prolongó durante tres años; sin embargo, varios problemas de planeación impidieron su éxito. Los tie-ins todavía prevalecen en varios casos. Por ejemplo, los campeones de los Grandes Ocho y de la SEC nunca pueden jugar en contra, ya que están contractualmente atados a diferentes juegos de tazón. La coalición también excluyó el Rose Bowl, el juego más prestigioso en la nación, y a dos grandes conferencias -el Pac-10 y Big Ten-lo que limitó su éxito. En 1995, la Coalición fue reemplazada por la Alianza Bowl, lo que redujo el número de juegos de tazón para albergar un partido por el campeonato nacional a tres el Fiesta, Sugar, y Orange Bowls y redujo las conferencias participantes a cinco el ACC, SEC, Southwest, Big Eight, y Big East. Se acordó que los equipos N.º 1 y N.º 2 renunciarían su tie-ins previos y se le garantizaba enfrentarse en un partido por el campeonato nacional, el cual se rotaba entre los tres tazones participantes. El sistema todavía no incluía al Big Ten, Pac-10, o al Rose Bowl y por lo tanto aún carecía de la legitimidad de un verdadero campeonato nacional.

#### Series de campeonatos del Tazón
En 1998, un nuevo sistema se puso en marcha llamado el Bowl Championship Series. Por primera vez, incluyó todas las principales conferencias (ACC , Big East , Big 12 , Big Ten , Pac - 10 y la SEC ) y los cuatro principales tazones de fútbol americano (Rose , Orange, Sugar y Fiesta ). Los campeones de las seis conferencias, junto con dos selecciones generales, fueron invitados a jugar en los cuatro juegos de tazón. Cada año , uno de los cuatro juegos de tazón sirvió como un juego de campeonato nacional. También, un complejo sistema de encuestas a personas, las clasificaciones de computadora y la fuerza de los cálculos de horario fue instituido para clasificar a las escuelas. Sobre la base de este sistema de clasificación, los equipos N.º 1 y N.º 2 reunieron cada año en la final del campeonato nacional. Tradicionales tie-ins se mantuvieron entre escuelas y tazones que no eran parte del campeonato nacional. Por ejemplo, en los años en que no formaba parte del campeonato nacional, el Rose Bowl siguió siendo sede de los campeones del Big Ten y Pac - 10.
El sistema continuó cambiando, ya que la fórmula para la clasificación de los equipos era ajustado año con año. Grandes equipos podían ser seleccionados entre cualquiera de las conferencias Division I, aunque sólo se ha seleccionado uno (Utah en 2005) que no provenía de una conferencia afiliada a BCS. A partir de la temporada 2006, un quinto juego simplemente llamado el Campeonato Nacional BCS se añadió al programa, y se jugaría en el sitio de uno de los cuatro juegos de tazón del BCS en forma rotativa, una semana después del juego de tazón regular . Esto abrió la BCS a otros dos equipos en general. Además, las reglas fueron cambiadas para agregar los campeones de cinco conferencias adicionales (Conference USA, la Mid-American Conference, la Mountain West Conference, la Sun Belt Conference y la Western Athletic Conference), siempre que dicho campeón estuviera clasificado en los doce primeros en el ranking final de BCS, o estaba en el top 16 de la clasificación de BCS y puesto más alto que el campeón de al menos uno de los "BCS conferencias" (también conocidos como conferencias "AQ", por sus siglas en inglés de Automatic Qualifying). Varias veces desde se llevó a cabo este cambio de reglas, las escuelas de conferencias no AQ han jugado en juegos de tazón del BCS. En 2009, Boise State jugó TCU en el Fiesta Bowl, la primera vez que dos escuelas de conferencias no BCS jugaron entre sí en un juego de tazón del BCS. El equipo más reciente de la no-AQ en clasificar y llegar a un juego de tazón BCS fue Northern Illinois en 2012, que jugó (y perdió) en el Orange Bowl del 201.

## Fútbol profesional

### Primeros jugadores, equipos y ligas (1892–1919)

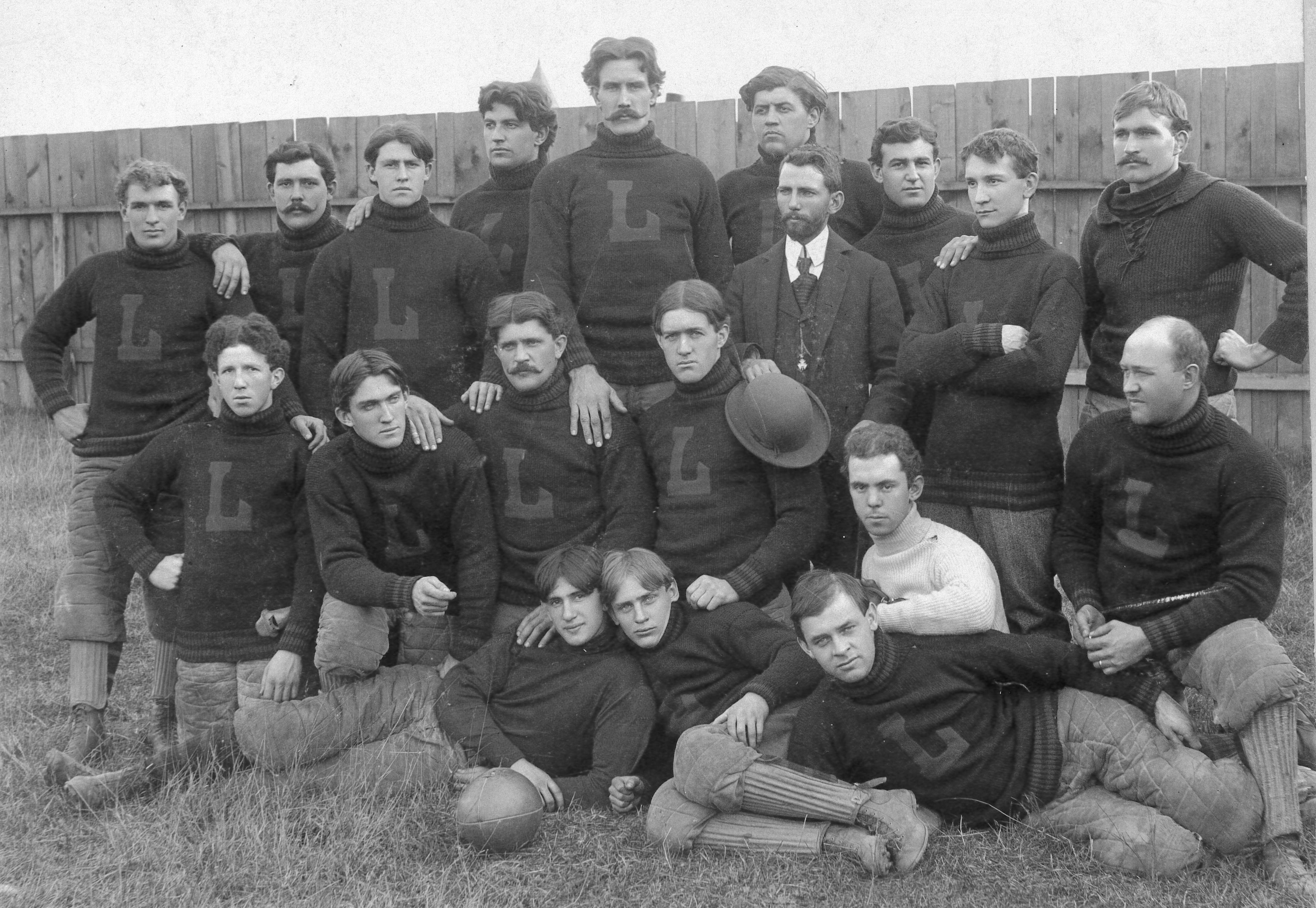
1897 el equipo de la Asociación Atlética de Latrobe: el primer equipo profesional en jugar una temporada entera

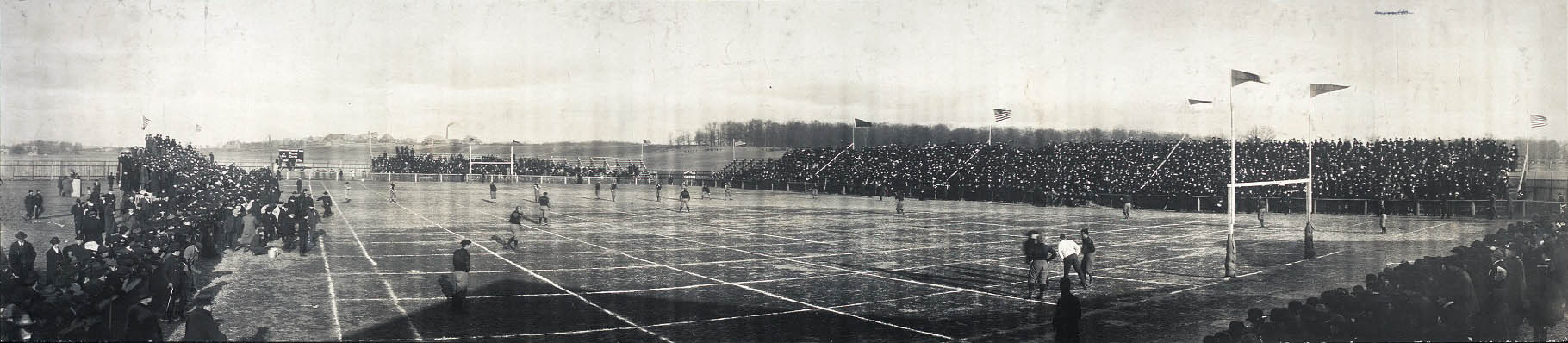
Canton Bulldogs contra Massillon Tigers jugando en el campo el 24 de noviembre de 1906 durante el escándalo de las apuestas

En el siglo XX, el fútbol comenzó a hacerse popular en la población general de los Estados Unidos y fue objeto de una intensa competencia y la rivalidad , aunque era de naturaleza local. Aunque pagar a los jugadores se consideraba antideportivo y era deshonroso en el momento, un club de Pittsburgh , la Asociación Atlética de Allegheny, del circuito de Pensilvania occidental de fútbol oficial, contrató a escondidas al exguardia de Yale All-American William "Pudge" Heffelfinger. El 12 de noviembre de 1892, Heffelfinger se convirtió en el primer jugador de fútbol profesional conocido. Se le pagó $500 para jugar en un partido contra el Athletic Club de Pittsburgh. Heffelfinger tomó un balón suelto de Pittsburgh y corrió 35 yardas para anotar un touchdown, ganando el juego para Allegheny 4-0 . Aunque algunos sospechaban, el pago se mantuvo en secreto durante años.
El 3 de septiembre de 1895 se jugó el primer juego totalmente profesional, en Latrobe, Pennsylvania, entre la Asociación Atlética de Latrobe y el Athletic Club Jeannette. Latrobe ganó el partido 12-0. Durante este juego, el mariscal de campo de Latrobe, John Brallier se convirtió en el primer jugador en admitir abiertamente que se le pagaba para jugar al fútbol. Se le pagó $10 más gastos por jugar. En 1897, la Asociación Atlética Latrobe le pagó a todos sus jugadores durante toda la temporada, convirtiéndose en el primer equipo de fútbol totalmente profesional. En 1898, William Chase Temple se hizo cargo de los pagos del equipo para el Duquesne Country and Athletic Club, un equipo de fútbol profesional con sede en Pittsburgh desde 1895 hasta 1900, convirtiéndose en el primer dueño de un club de fútbol. Más tarde ese año, el Morgan Atlétic Club, en el South Side de Chicago, fue fundada. Este equipo se convirtió más adelante los Cardenales de Chicago, luego en los Cardenales de St. Louis  y ahora se le conoce como los Cardenales de Arizona, por lo que es el equipo de fútbol profesional en funcionamiento continuo más antiguo.
La primera liga de fútbol profesional conocida, conocida como la Liga Nacional de Fútbol Americano (no es la mismo que liga actual) comenzó a jugarse en 1902 cuando varios clubes de béisbol formaron equipos de fútbol para jugar en la liga , incluyendo los Philadelphia Athletics, Pittsburgh Pirates y los Philadelphia Phillies. El equipo de los Piratas de Pittsburgh ganaron el campeonato. Sin embargo, el Atléticode Fútbol de Filadelfia y el Philadelphia Phillies también reclamaron el título. Un torneo de cinco equipos, conocido como la Serie Mundial de Fútbol fue organizado por Tom O'Rouke , el director del Madison Square Garden. El evento contó con los primeros juegos de fútbol profesional interiores. El primer partido profesional en interiores llegó el 29 de diciembre de 1902, cuando el Syracuse Athletic Club derrotó al " equipo de Nueva York " 5-0. Siracusa pasó a ganar la Serie en 1902 , mientras que el Franlin Athletic Club ganó la serie en 1903. La Serie Mundial sólo duró dos temporadas.
El juego se movió hacia el oeste en Ohio, que se convirtió en el centro del fútbol profesional durante las primeras décadas del siglo XX. Las ciudades pequeñas como Massillon, Akron, Portsmouth y Canton apoyaban a todos los equipos profesionales en una coalición conocida como la " liga de Ohio", el predecesor directo a la Liga Nacional de Fútbol (NFL) de hoy. En 1906 el escándalo de las apuestas de Canton Bulldogs-Massillon Tigers se convirtió en el primer gran escándalo en el fútbol profesional en los Estados Unidos. Fue el primer caso conocido de apostadores profesionales tratando de apostar en un deporte profesional. Aunque los Tigres de Massillon no pudieron probar que los Bulldogs de Canton habían lanzado el segundo juego, el escándalo empañó el nombre de los Bulldogs y ayudó a arruinar el fútbol profesional en Ohio hasta mediados de la década de 1910.
En 1915, los reformados Bulldogs de Canton firmaron a la ex estrella olímpica Jim Thorpe. Thorpe se convirtió en la cara del fútbol profesional en los próximos años y estuvo presente en la fundación de la Liga Nacional de Fútbol de cinco años después. Una interrupción en el juego en 1918 (debido a la Primera Guerra Mundial y la pandemia de gripe) le permitió al New York Pro Football League recoger algunos de los talentos de la liga de Ohio; el NYPFL se había unido en 1916 pero los esfuerzos para desafiar a los equipos de Ohio fueron fallidos hasta después de la suspensión. Para 1919 , la Liga de Ohio y la liga de Nueva York estaban en relativamente la misma posición.

### Primeros años de la NFL (1920–1936)

#### Formación
La expansión de 1919 del fútbol profesional de nivel superior amenazó con aumentar drásticamente el costo del juego al desatar una guerra de ofertas. Los diversos circuitos regionales determinaron que la formación de una liga con normas aplicables podría mitigar estos problemas.
En 1920 la Asociación Americana de Fútbol Profesional se fundó en una reunión en un concesionario de coches llamado Hupmobile en Canton, Ohio. Jim Thorpe fue elegido como el primer presidente de la liga. Después de varios encuentros, la membresía de la liga se formalizó. Los equipos originales eran:
| - Akron Pros - Buffalo All-Americans - Canton Bulldogs - Chicago Tigers - Cleveland Indians - Columbus Panhandles - Dayton Triangles | - Decatur Staleys - Detroit Heralds - Hammond Pros - Muncie Flyers - Racine Cardinals - Rochester Jeffersons - Rock Island Independents |

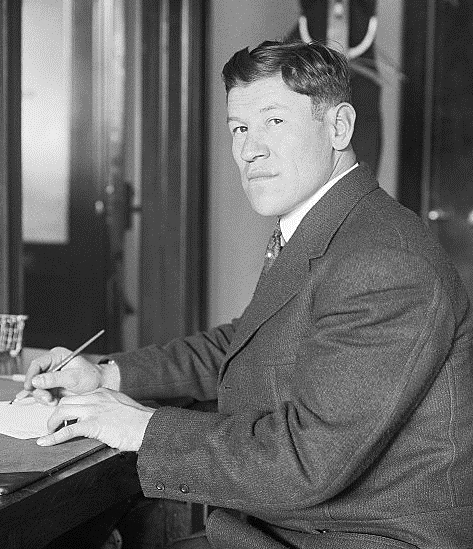
Jim Thorpe primer presidente de la NFL

En sus primeros años la liga era un poco más que un acuerdo formal entre los equipos para jugar entre sí y para declarar un campeón al final de la temporada. Todavía se permitía que los equipos para jugar contra equipos que no eran miembros de la liga. La temporada de 1920 vio a varios equipos abandonar y dejar de jugar a lo largo de su calendario. Sólo cuatro equipos: Akron, Buffalo, Canton y Decatur, terminaron el calendario. Akron se convirtió en el primer campeón de la liga , con el único récord invicto entre los equipos restantes.

#### Expansión
En 1921, varios más equipos se unieron a la liga, lo que aumentó el número de miembros a 22 equipos. Entre las nuevas adiciones estaban los Green Bay Packers, que ahora tiene el récord por el uso más largo de un nombre de equipo sin cambios. También en 1921, A.E. Staley, el dueño de la Decatur Staleys, vendió el equipo al jugador-entrenador George Halas, que pasó a convertirse en una de las figuras más importantes en el primer medio siglo de la NFL. En 1921, Halas se trasladó al equipo a Chicago, pero conservó el apodo Staleys. En 1922 el equipo pasó a llamarse los Osos de Chicago. Los Staleys ganaron el Campeonato AFPA en 1921 contra los Buffalo All-Americans en un evento más tarde conocido como el " Staley Swindle".
A mediados de la década de 1920, la membresía de la NFL había crecido a 25 equipos y se formó una liga rival conocida como la Liga del Fútbol Americano. La AFL cayó tras una temporada pero que simbolizó un creciente interés en el fútbol profesional. Varias estrellas universitarias se unieron a la NFL, notablemente Red Grange, de la Universidad de Illinois, quien fue llevado en una famosa gira en 1925 por los Chicago Bears. Otro escándalo que esa temporada se centró en un juego de 1925 entre los Cardenales d Chicago y los Tejones de Milwaukee. El escándalo involucró un jugador de Chicago, Art Folz, quien contrató un grupo de jugadores de fútbol de una escuela secundaria para jugar con los Tejones de Milwaukee contra los Cardenales. Esto garantizaría un rival inferior para Chicago. El juego se utilizó para ayudar su porcentaje de victorias y derrotas y como una oportunidad para alejar el campeonato de 1925 del primer lugar que era Pottsville Maroons. Ambos equipos fueron castigados severamente inicialmente. Sin embargo, unos meses más tarde, los castigos fueron rescindidas. También ese año una controversia le quitó el título de la NFL a los Maroons y se lo otorgó a los Cardenales.

#### 1932 Primer partido de playoff de la NFL
Al final de la temporada 1932, los Osos de Chicago y los Espartanos de Portsmouth estaban empatados con los mejores registros de la temporada regular. Para determinar el campeón, la liga votó a favor de celebrar su primer partido de playoffs. Debido a un clima frío, el juego se llevó a cabo en el interior en el estadio de Chicago, lo que obligó a algunos cambios en las reglas temporales. Chicago ganó 9-0. El desempate se hizo tan popular que la liga se reorganizó en dos divisiones para la temporada 1933, con los ganadores avanzando a un juego de campeonato programado. Una serie de nuevos cambios en las reglas también se instituyeron: los postes de la portería se avanzaron a la línea de gol, cada jugada empezó entre las marcas de hash y los pases hacia adelante se podrían dar desde cualquier lugar detrás de la línea de golpeo (en lugar de las cinco yardas atrás). En 1936, la NFL instituyó el primer draft para jugadores universitarios. Con el primer proyecto de selección, las Águilas de Filadelfia escogieron al ganador del Trofeo Heisman Jay Berwanger, pero él se negó a jugar profesionalmente. También en ese año, se formó sin embargo también solo duró sólo dos temporadas.

### Estabilidad y crecimiento de la NFL (1936–1957)
La década de 1930 representó un momento importante de transición para la NFL. 1936 fue el primer año en que no hubo movimientos en las franquicia, antes de ese año 51 equipos habían dejado de jugar.  En 1941, la NFL nombró a su primer Comisionado, Elmer Layden. La nueva oficina sustituyó la del presidente. Layden tuvo el trabajo durante cinco años antes de ser reemplazado por el coprpietario de los Pittsburgh Steelers Bert Bell en 1946.
Durante la Segunda Guerra Mundial una reducción de los jugadores llevó a la reducción de la liga ya que muchos equipos se retiraron y otros se juntaron. Entre los equipos restantes estaba los Steagles (Pittsburgh y Filadelfia) en 1943, los Card-Pitts (los Cardenales de Chicago y Pittsburgh) en 1944 y un equipo formado de juntar a los Brooklyn Dodgers y los Boston Yanks en 1945.
1946 fue un año importante en la historia del fútbol profesional ya que fue el año en que la liga se integró. Los Carneros de Los Ángeles firmaron a dos jugadres afroamericanos, Kenny Washington y Woody Strode. También ese año una liga competente, la All-America Football Conference (AAFC) empezó a operar.
Durante la década de 1950, otros equipos entraron en la liga. En 1950, la AAFC se suspendió y tres equipos de esa liga se fueron a la NFL: los Cleveland Browns (que habían ganado el Campeonato AAFC todos los años de la liga), los 49ers de San Francisco y los Potros de Baltimore  (no es la misma como la franquicia de hoy, esta versión se retiró después de un año). El resto de jugadores fueron elegidos por los ahora 13 equipos de la NFL en un proyecto de dispersión. También en 1950 los Carneros de Los Ángeles se convirtieron en el primer equipo en televisar la totalidad de su programación, que marca el comienzo de una relación importante entre la televisión y el fútbol profesional. En 1952, los Dallas Texans se retiraron, convirtiéndose en la última franquicia de la NFL en hacerlo. Al año siguiente, una nueva franquicia de Baltimore Colts se formó para hacerse cargo de los activos de los Texans. El sindicato de jugadores, conocida como la Asociación de Jugadores de la NFL , se formó en 1956.

### La supremacía de la NFL (1958–presente)

#### El mejor partido de la historia
Al final de la temporada de la NFL de 1958, los Baltimore Colts y los New York Giants se enfrentaron en el Yankee Stadium para determinar el campeón de la liga. Empatado a los 60 minutos de juego, se convirtió en el primer partido de la NFL en irse a tiempo extra para la muerte súbita. El marcador final fue de Baltimore Colts 23 , New York Giants 17. Hoy en día se le conoce a este juego como  "el mejor juego de la historia". Fue transmitido en directo por la cadena de televisión NBC y la exposición nacional que le proporcionó a la liga ha sido citado como un momento decisivo en la historia del fútbol profesional, contribuyendo a impulsar a la NFL para convertirse en una de las ligas deportivas más populares en los Estados Unidos. El periodista Tex Maule dijo del partido " Esto, por primera vez, fue un juego verdaderamente épico que inflamó la imaginación de una audiencia nacional".

#### La fusión de la American Football League
En 1959, el comisionado de la NFL desde hace mucho tiempo Bert Bell falleció de un ataque al corazón mientras asistía a un juego de Águilas/ Steelers en el Estadio Franklin. Ese mismo año el empresario de Dallas, Texas Lamar Hunt lideró la formación de la liga rival la American Football League, el cuarto como liga en llevar ese nombre, con el héroe de la guerra y el exgobernador de Dakota del Sur Joe Foss como su Comisionado. A diferencia de las ligas rivales anteriores y reforzada por la exposición televisiva, la AFL planteaba una amenaza significativa a la dominación de la NFL del fútbol profesional. Con la excepción de Los Ángeles y Nueva York , la AFL evitó la colocar equipos en los mercados en los que directamente competían con franquicias de la NFL establecidos. En 1960, la AFL comenzó a jugar con ocho equipos y un programa doble round-robin de catorce partidos. El comisionado de la NFL Pete Rozelle asumió el cargo ese mismo año.
La AFL se convirtió en una alternativa viable a la NFL ya que hizo un esfuerzo concertado para alejar el talento fuera de la NFL firmando a la mitad de los proyectos de la primera ronda del draft de la NFL en 1960. La AFL trabajó duro para asegurar jugadores universitarios superiores, muchos de fuentes prácticamente sin explotar por la liga establecida: pequeños colegios y universidades predominantemente afroamericanos. Dos de los ocho entrenadores de las originales ocho franquicias de la AFL, Hank Stram (Texans/Chiefs) y Sid Gillman (Chargers) finalmente fueron incluidos en el Salón de la Fama. Liderados por el dueño de los Oakland Raiders y por el comisionado de la AFL Al Davis, la AFL estableció un "botín de guerra" para atraer a los mejores talentos con salarios más altos que los que recibieron de la NFL. El exmariscal de campo de los Green Bay Packers Babe Parilli se convirtió en una estrella de los Boston Patriots durante los primeros años de la AFL y el lanzador de la Universidad de Alabama Joe Namath rechazó a la NFL para jugar con los New York Jets. Namath se convirtió en la cara de la liga, ya que alcanzó su máxima popularidad a mediados de la década de 1960. Los métodos de Davis fueron un éxito y en 1966, la liga junior tuvo que fusionarse parcialmente con la de la NFL. Las dos ligas acordaron tener un draft en común y jugar un partido de campeonato entre ambos al final de la temporada, conocido como el Campeonato Mundial de la AFL-NFL. Dos años más tarde, el nombre del juego se cambió a Super Bowl. Equipos de la AFL ganaron los próximos dos Super Bowls, y en 1970, las dos ligas se fusionaron para formar una nueva liga de 26 equipos. La resultante recientemente expandida NFL finalmente incorporó algunas de las innovaciones que han llevado al éxito de la AFL, como la inclusión de nombres en las camisetas del jugador, relojes y marcadores oficiales y contratos nacionales de televisión (la adición de Monday Night Football dio los derechos de transmisión de la NFL en las tre principales redes de televisión).

#### NFL moderna
La NFL siguió creciendo, adoptando finalmente algunas innovaciones de la AFL, incluyendo la conversión de PAT de dos puntos. Se ha ampliado en varias ocasiones a su actual membresía de 32 equipos y el Super Bowl se ha convertido en algo más que un campeonato de fútbol. Uno de los eventos más populares televisadas al año en los Estados Unidos, se ha convertido en una fuente importante de ingresos por publicidad de las cadenas de televisión y sirve como un medio para debutar comerciales nuevos, elaborados y costosos. La NFL se ha convertido en la liga deportiva con espectadores más popular en los Estados Unidos.
Una de las cosas que han marcado la NFL moderna como diferente de otras grandes ligas de deportes profesionales es la aparente paridad entre sus 32 equipos. Aunque de vez en cuando, han surgido equipos dominantes, la liga ha sido citada como uno de los pocas en el que cada equipo tiene una oportunidad real de ganar el campeonato año con año.  El complejo acuerdo laboral de la liga con la unión de sus jugadores que obliga a tener un tope salarial y el reparto de ingresos entre los clubes, impide que los equipos más ricos se queden con los mejores jugadores y le da incluso a equipos en las ciudades más pequeñas, como Green Bay y Nueva Orleans la oportunidad de competir por el Super Bowl.  Uno de los principales arquitectos de este acuerdo laboral fue el ex comisionado de la NFL, Paul Tagliabue, quien presidió la liga desde 1989 hasta 2006.  Además de proporcionar la paridad entre los clubes, el contrato de trabajo vigente, establecida en 1993 y renovado en 1998 y 2006, ha mantenido los salarios de los jugadores bajo, el más bajo entre los cuatro principales deportes de la liga en los Estados Unidos-  y ha ayudado a hacer que la NFL sea la única liga deportiva profesional estadounidense desde 1993 que no sufre ningún tipo de paro laboral.
Desde que asumió el cargo de comisionado antes de la temporada 2006, Roger Goodell ha hecho al jugador una prioridad de su oficina. Desde que asumió el cargo, varios jugadores de alto perfil han experimentado problemas con la ley, dede Adam "Pacman" a Jones a Michael Vick. En estos y otros casos, el Comisionado Goodell ha ordenado largas suspensiones para los jugadores que se encuentran fuera de los límites de la conducta aceptable. Goodell , sin embargo , se ha mantenido una figura en gran medida impopular para muchos de los fanes de la liga, quienes perciben que él está tratando de cambiar la identidad de la NFL y dañar el deporte.

#### Otras ligas profesionales
La NFL fundó una liga de desarrollo conocida como la Liga Mundial de Fútbol Americano (WLAF) con equipos basados en los Estados Unidos, Canadá y Europa. La WLAF duró dos años, de 1991 a 1992. La liga estuvo en una pausa de dos años antes de reorganizarse y convertirse en la NFL Europea en 1995, con equipos sólo en las ciudades europeas. El nombre de la liga fue cambiado a la NFL Europa en 2006. Después de la temporada del 2007, la NFL anunció que estaba cerrando la liga para centrar sus esfuerzos de marketing internacional de otras maneras, como jugar juegos de la temporada regular de la NFL en las ciudades fuera Estados Unidos.
En el 2001, se formó el XFL como empresa conjunta entre la Federación Mundial de Wrestling y la red de televisión NBC. Se retiró después de un año por falta de interés de los fanes y por una reputación muy pobre. Sin embargo, algunas de las estrellas del XFL como Tommy Maddox y Rod Smart tuvieron éxito después en la NFL.
La United Football League era una liga totalmente profesional de 4 equipos que jugó su primera temporada en octubre - noviembre de 2009. Involucrados en esta liga estaban Mark Cuban, el magnate de los medios de comunicación y propietario de los Dallas Mavericks y William Hambrecht un importante investor de Wall Street.  La UFL estuvo plagado de numerosos problemas financieros, algunos de los cuales surgieron por la imposibilidad de vender los derechos de televisión, los ingresos insuficientes y los gastos insuperables. A mitad de su cuarta temporada, la liga cerró repentinamente, después de lo cual varias docenas de exjugadores y entrenadores demandaron para recuperar los salarios no pagados; todos los equipos restantes se habían retirado y cerrado sus oficinas antes de marzo de 2013.

## Fútbol Americano fuera de Estados Unidos
El fútbol americano se ha jugado fuera de Estados Unidos desde 1920 y su popularidad se aceleró después de la Segunda Guerra Mundial, especialmente en países con gran número de personal militar estadounidense. 
En 1998, la Federación Internacional de Fútbol Americano (IFAF) se formó para coordinar las competencias amateur internacionales. Hoy en día, hay 45 asociaciones de América, Europa, Asia y Oceanía organizadas dentro de la IFAF, lo cual representa a 23 millones de atletas amateurs. La IFAF, la cual tiene base en París, organiza un Campeonato Mundial de Fútbol Americano. 
Hasta 2007, Japón dominaba el fútbol amateur fuera de Estados Unidos. El equipo japonés ganó las primeras dos copas mundiales- situadas en Italia en 1999 y en Alemania en 2003- derrotando a México en las eliminatorias en ambas ocasiones. Japón nunca perdió un partido hasta que enfrentó al equipo amateur de Estados Unidos contra los que perdieron 23-20 en casa en la final de la copa mundial del 2007.
Una meta a largo plazo de la IFAF es que el fútbol americano sea aceptado por el Comité Nacional Olímpico como deporte olímpico. La única vez que se jugó el deporte fue en las olimpiadas de verano de 1932 en Los Ángeles, pero solo se jugó como una demostración del deporte. Entre los problemas que tiene que resolver la IFAF para que el deporte pueda ser aceptado por el comité Olímpico es construir una división femenil competitiva, expandir el deporte en África, y superar el desequilibrio en la competencia internacional que hoy en día esta a favor de los equipos estadounidenses.

### México
El fútbol americano se ha jugado en México desde la década de 1920 y es un fuerte deporte minoritario en los colegios y universidades de México, principalmente en la Ciudad de México. Durante décadas sucesivas, más universidades y colegios se unieron al campeonato, y cuatro categorías, denominadas Fuerzas, se crearon . La Primera Fuerza se convirtió en la Liga Nacional en 1970. En 1978 , esta fue reorganizada bajo el nombre de Organización Nacional Estudiantil de Fútbol Americano (ONEFA).

### Japón
La Asociación Japonesa de Fútbol Americano fue fundada por el educador y misionario de la Iglesia Anglicana en Japón Paul Rusch en 1934 con tres equipos colegiales: Rikkyo, Meiji y Waseda. En 1937, en un juego de allstar participaron equipos que representaban el este y el oeste de Japón. Este evento atrajo a más de 25.000 espectadores.

### Europa

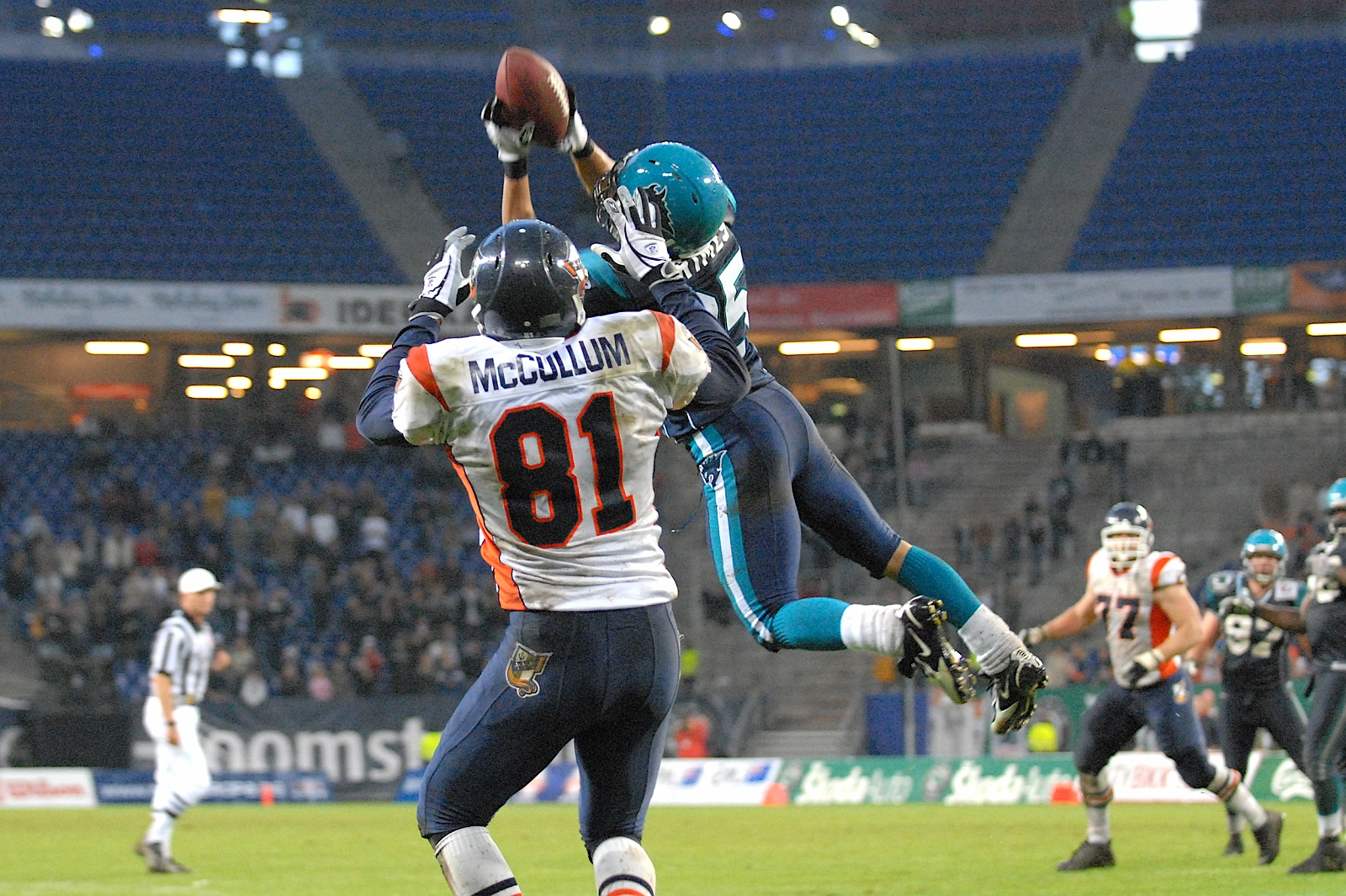
Brent Grimes de la NFL Europea interceptando un pase

El fútbol americano en Europa comenzó con el partido de fútbol de 1897 de École des Beaux -Arts vs. Académie Julian. Después de la Segunda Guerra Mundial se jugó un torneo de cuatro equipos entre los aliados de la OTAN en la costa oeste de Italia. El juego comenzó a tomar fuerza en Italia, el primer partido entre dos equipos europeos se jugó entre los equipos de Piacenza y Legnano. La Liga de Fútbol Alemana se formó en 1979. En 1981 se jugaron los primeros partidos internacionales entre las naciones europeas como una serie de dos partidos entre los equipos de Alemania e Italia.
El primer organismo del fútbol europeo, la Federación Estadounidense de Fútbol Europeo ( AEFF ) se formó en 1982 por representantes de Finlandia, Italia , Alemania , Austria y Francia. La liga se expandió en 1985 para incluir a Suiza, los Países Bajos y Gran Bretaña y cambió su nombre a la Liga Europa de fútbol. Ahora conocido como la Federación Europea de Fútbol americano, está integrado por 14 países miembros. Hoy en día, hay aproximadamente 800 clubes de fútbol americano en toda Europa, con la Asociación Americana de fútbol de Alemania ( AFVD ) supervisando más de 230 clubes.

### Brasil
El fútbol americano se ha jugado en Brasil desde 1990. La organización que supervisa el fútbol americano en Brasil es la Asociación de Fútbol Americano de Brasil (en portuguese Associação de Futebol Americano de Brasil (AFAB)).

## Lecturas Recomendadas
- Balthaser, Joel D. (2004). Images of America: Pop Warner Little Scholars. Arcadia Publishing SC. ISBN 0-7385-3505-2.
- Bissinger, H. G. (2004). Friday Night Lights: A Town, a Team, and a Dream. Da Capo Press. ISBN 0-306-81374-2.
- Fox, Stephen (1998). Big Leagues: Professional Baseball, Football, and Basketball in National Memory. University of Nebraska Press. ISBN 0-688-09300-0.
- MacCambridge, Michael (Ed.) (2005). ESPN College Football Encyclopedia: The Complete History of the Game. New York: Hyperion Books. ISBN 1-4013-3703-1.
- Perrin, Tom (1987). Football: A College History. McFarland & Co Inc. ISBN 0-89950-294-6.
- Smith, Ronald A. (1988). Sports and Freedom: The Rise of Big-Time College Athletics. Oxford University Press. ISBN 0-19-506582-4.
- Watterson, John Sayle (2000). College Football: History, Spectacle, Controversy. Baltimore, Maryland: The Johns Hopkins University Press. ISBN 0-8018-6428-3.
- Whittingham, Richard (2003). Sunday's Heroes. Chicago: Triumph Books. ISBN 1-57243-517-8.